# Liste der Inszenierungen des Theaters Junge Generation
Diese Liste enthält – ohne Anspruch auf Vollständigkeit – die Inszenierungen, die ab 1949 am Theater der Jungen Generation Dresden, dem Theater Junge Generation Dresden sowie dem Puppentheater der Stadt Dresden zur  Aufführung kamen.

## Abkürzungen
GB: Große Bühne, SB: Studiobühne, KB: Kleine Bühne, Treppe: Theater auf der Treppe, PT: Puppentheater, TAK: Theaterakademie, UA: Uraufführung, EA: Erstaufführung, DE: Deutschsprachige Erstaufführung, DDR: Deutsche Demokratische Republik, ML: Musikalische Leitung, ME: Musikalische EInstudierung, C: Choreografie, B: Bühnenbild, K: Kostüme, P: Puppenbau, M: Musik, V: Video

## 2020er Jahre
| Jahr | Inszenierung                                      | Premiere   | Ort                | Sparte                    | Alters- empfehlung | Regie                 | Ausstattung                                          | Musik, Video           | Darsteller:innen |
| ---- | ------------------------------------------------- | ---------- | ------------------ | ------------------------- | ------------------ | --------------------- | ---------------------------------------------------- | ---------------------- | --- |
| 2025 | Das kalte Herz                                    | 08.02.2025 | Kraftwerk Mitte KB | Puppentheater Schauspiel  | 10+                | Christoph Levermann   | Esther Falk                                          |                        | Sophia Jelena Bobić, Simon Käser, Ulrike Schuster, Uwe Steinbach, Susan Weilandt |
| 2025 | Der tjg.-Klangspielraum                           | 23.01.2025 | Kraftwerk Mitte SB | Extra                     | 2+                 |                       | Daniela Strasfogel, Lisa Fütterer, Verena Zimmermann |                        | |
| 2024 | Die Schneeschwester                               | 23.11.2024 | Kraftwerk Mitte GB | Schauspiel                | 6+                 | Jan Gehler            | Ansgar Prüwer                                        | M: Stephanie Krah      | Moritz Stephan, Adrienne Lejko, Mirk Näger-Guckeisen, Paul Oldenburg, Ulrike Sperberg/Susan Weilandt, Marja Hofmann, Bettina Sörgel                                                       |
| 2024 | Die gebesserte Ratte                              | 13.04.2024 | Kraftwerk Mitte SB | Schauspiel                | 8+                 | Petra Schönwald       | Melanie Kintzinger                                   | M: Andi Valandi & Band | Mats Ole Albrecht, Simon Käser/Moritz Stephan, Ronja Rath, Stefan Kuk, Andi Valandi |
| 2023 | Fabian oder Der Gang vor die Hunde                | 01.04.2023 | Kraftwerk Mitte GB | Schauspiel, Puppentheater | 14+                | Nils Zapfe            | Edith Kollath                                        | M: Christoph Hamann    | Stefan Kuk, Mats Albrecht, Susan Weilandt, Adrienne Lejko, Carlo Silvester Duer, Gregor Wolf, Paul Oldenburg                                                                              |
| 2023 | Geschichten vom Aufstehen                         | 04.02.2023 | Kraftwerk Mitte GB | Schauspiel                | 6+                 | Jan Gehler            | Grit Dora von Zeschau                                | M: Jan Maihorn         | Jojo Rösler, Babette Kuschel, Adreinne Lejko, Mirko Näger-Guckeisen, Paul Oldenburg, Bettina Sörgel, Ulrike Sperberg, Mats Albrecht, Gregor Wolf, Simon Latzer                            |
| 2022 | Hey, hey, hey, Taxi!                              | 12.11.2022 | Kraftwerk Mitte SB | Schauspiel                | 6+                 | Nils Zapfe            | Ramona Rauchbach                                     | M: Christoph Hamann    | Simon Latzer, Toni Milano, Mirko Näger-Guckeisen, Ulrike Sperberg |
| 2022 | Lotta aus der Krachmacherstraße                   | 21.10.2022 | Kraftwerk Mitte SB | Schauspiel                | 4+                 | Julia Brettschneider  | Sebastian Ehrlich                                    | M: Anton Berman        | Adrienne Lejko, Marja Hofmann, Stefan Kuk |
| 2022 | Momo                                              | 05.02.2022 | Kraftwerk Mitte GB | Schauspiel                |                    | Katharina Brankatschk | Anja Kreher                                          |                        | Anna Magdalena Wagner (Ronja Rath), Simon Käser, Julian Lehr, Babette Kuschel, Marja Hofmann, Gina Markowitsch, Paul Oldenburg, Paul Lonnemann, Susan Weilandt, Stefan Kuk, Ilja Wolfsohn |
| 2020 | Gertrude (UA)                                     | 25.04.2020 |                    |                           |                    | Jan Gehler            | Grit Dora von Zeschau                                |                        | |
| 2020 | Das Dschungelbuch (UA)                            | 04.04.2020 | Kraftwerk Mitte GB | Schauspiel, Puppentheater | 8+                 | Moritz Sostmann       |                                                      |                        | |
| 2020 | Die dampfenden Hälse der Pferde im Turm von Babel | 21.03.2020 | Kraftwerk Mitte SB | Puppentheater             | 8+                 | Julia Brettschneider  |                                                      |                        | |
| 2020 | Movie Star                                        | 07.03.2020 | Kraftwerk Mitte GB | Schauspiel                | 14+                | Matthias Köhler       | Ran Chai Bar-zvi                                     |                        | Florian Thongsap Welsch, Adrienne Lejko, Ulrike Sperberg, Paul Oldenburg, Gregor Wolf, Julian Lehr/Alexander Sehan                                                                        |
| 2020 | Als ich mit Hitler Schnapskirschen aß (UA)        | 25.01.2020 | Kraftwerk Mitte KB | Schauspiel                | 14+                | Nils Zapfe            |                                                      |                        | |

## 2010er Jahre
| Jahr | Inszenierung                                             | Premiere              | Ort                                           | Sparte                       | Alters- empfehlung | Regie                                     | Ausstattung                                 | Musik, Video                        | Darsteller:innen |
| ---- | -------------------------------------------------------- | --------------------- | --------------------------------------------- | ---------------------------- | ------------------ | ----------------------------------------- | ------------------------------------------- | ----------------------------------- | --- |
| 2019 | Däumelinchen (UA)                                        | 29.11.2019            | Kraftwerk Mitte KB                            | Puppentheater, Schauspiel    | 4+                 | Christoph Levermann                       |                                             |                                     | |
| 2019 | Pluck (DE)                                               | 23.11.2019            | Kraftwerk Mitte GB                            | Schauspiel                   | 6+                 | Jos van Kan                               |                                             |                                     | |
| 2019 | What ever love means (UA)                                | 08.11.2019            | Kraftwerk Mitte SB                            | TAK                          | 14+                | Nicole Dietz                              |                                             |                                     | |
| 2019 | Ecotone (UA)                                             | 25.10.2019            | Kraftwerk Mitte SB                            | Puppentheater                | 14+                | Ariel Doron                               |                                             |                                     | |
| 2019 | Patricks Trick                                           | 28.09.2019            | Kraftwerk Mitte KB                            | Schauspiel                   | 8+                 | Nils Zapfe                                |                                             |                                     | |
| 2019 | Die Sprache des Wassers                                  | 27.09.2019            | Kraftwerk Mitte KB                            | Schauspiel                   | 12+                | Wojtek Klemm                              |                                             |                                     | |
| 2019 | WiLd!                                                    | 27.09.2019            | Kraftwerk Mitte KB                            | Schauspiel                   | 8+                 | Nils Zapfe                                |                                             |                                     | |
| 2019 | Die Zertrennlichen                                       | 26.09.2019            | Kraftwerk Mitte KB                            | Schauspiel                   | 10+                | Wojtek Klemm                              |                                             |                                     | |
| 2019 | Marco Polo (UA)                                          | 31.08.2019            | Kraftwerk Mitte KB                            | Puppentheater                | 10+                | Astrid Griesbach                          |                                             |                                     | |
| 2019 | Ginpuin - Auf der Suche nach dem großen Glück            | 11.05.2019            | Sonnenhäusel im Großen Garten                 | spartenübergreifend          | 5+                 | Moritz Sostmann                           |                                             |                                     | Patrick Borck, Viviane Podlich, Moritz Schwerin, Tanja Wehling, Florian Thongsap Welsch                              |
| 2019 | Auf der Suche nach dem unschätzbaren Wert der Dinge (UA) | 27.04.2019            | Kraftwerk Mitte SB                            | spartenübergreifend          | 8+                 | Susanne Zaun                              |                                             | V: Marco Prill                      | |
| 2019 | Der starke Wanja                                         | 13.04.2019            | Kraftwerk Mitte GB                            | Schauspiel                   | 6+                 | Nils Zapfe                                | Grit Dora von Zeschau                       | M: Enrico Wuttke                    | Simon Käser, Ulrike Spreberg, Paul Oldenburg, Mats Albrecht, Simon Latzer, Marja Hofmann, Stefan Kuk, Susan Weilandt |
| 2019 | #nofilter (UA)                                           | 02.04.2019            | Kraftwerk Mitte SB                            | TAK                          | 12+                | Sophia Keil, Anna Lubenska                | Wiebke Müller                               |                                     | |
| 2019 | Ich bin Kain                                             | 23.03.2019            | Kraftwerk Mitte KB                            | Puppentheater                | 12+                | Nis Søgard                                | Jonathan Gentilhomme                        | V: Marco Prill                      | Vivian Podlich, Ulrike Schuster, Daniil Shchapov, Uwe Steinbach                                                      |
| 2019 | König Macius der Erste                                   | 09.03.2019            | Kraftwerk Mitte GB                            | Schauspiel                   | 10+                | Wojtek Klemm                              |                                             |                                     | Roland Florstedt |
| 2019 | Die Bremer Stadtmusikanten                               | 16.02.2019            | Kraftwerk Mitte KB                            | spartenübergreifend          | 6+                 | Lorenz Seib                               |                                             |                                     | Patrick Borck, Moritz Schwerin, Bettina Sörgel, Tanja Wehling                                                        |
| 2019 | Antigone                                                 | 18.01.2019            | Kraftwerk Mitte SB                            | Schauspiel                   | 14+                | Nils Zapfe                                |                                             |                                     | |
| 2018 | Die große Wörterfabrik                                   | 01.12.2018            | Kraftwerk Mitte KB                            | Puppentheater                | 4+                 | Kalma Streun                              | Judith Philipp                              | M: Demian Kappenstein               | Viviane Podlich, Ulrike Schuster, Moritz Schwerin, Uwe Steinbach, Daniil Shchapov                                    |
| 2018 | Ronja Räubertochter                                      | 01.12.2018            | Kraftwerk Mitte GB                            | Schauspiel                   | 6+                 | Bettina Rehm                              | Ramona Rauchbach                            | M: Jan Maihorn                      | |
| 2018 | Das letzte Schaf (UA)                                    | 17.11.2018            | Kraftwerk Mitte KB / SB                       | Schauspiel                   | 8+                 | Ulrich Hub                                | Grit Dora von Zeschau                       |                                     | Roland Florstedt, Alexander Sehan (Gregor Wolf, Thomas Martin)                                                       |
| 2018 | Zeig mal! (UA)                                           | 03.11.2018            | Kraftwerk Mitte SB                            | Schauspiel                   | 2+                 | Irina Pauls                               |                                             |                                     | |
| 2018 | Leon zeigt Zähne (UA)                                    | 20.10.2018            | Kraftwerk Mitte KB                            | Schauspiel                   | 6+                 | Philippe Besson                           |                                             |                                     | |
| 2018 | Eine Spinne wird nicht wütend (UA)                       | 22.09.2018            | Kraftwerk Mitte SB                            | Puppentheater                | 8+                 | Grit Dora von Zeschau                     |                                             |                                     | |
| 2018 | Was ist klein, grün und hat drei Augen? (UA)             | 16.06.2018            | Kraftwerk Mitte SB                            | Schauspiel                   | 10+                | Nils Zapfe                                |                                             | V: Marco Prill                      | Manfred Breschke, Moritz Schwerin, Babro Viefhaus                                                                    |
| 2018 | Drei miese, fiese Kerle                                  | 09.01.2018            | Sonnenhäusel im Großen Garten                 | Puppentheater                | 4+                 | Jule Kracht                               |                                             |                                     | |
| 2018 | Die feuerrote Blume                                      | 01.06.2018            | Freilichtbühne im Zoo Dresden                 | spartenübergreifend          | 6+                 | Ania Michaelis                            | Grit Dora von Zeschau                       |                                     | |
| 2018 | Des Kaisers neue Kleider                                 | 21.04.2018            | Kraftwerk Mitte SB                            | Schauspiel                   | 6+                 | Susanne Zaun                              | Mamoru Iriguchi                             |                                     | |
| 2018 | Einige fühlen den Regen, andere werden nass (UA)         | 13.04.2018            | Kraftwerk Mitte KB                            | TAK                          | 12+                | BBB Johannes Deimling                     |                                             |                                     | |
| 2018 | The Black Rider                                          | 16.03.2018            | Kraftwerk Mitte GB                            | spartenübergreifend          | 13+                | Jos van Kan                               | Grit Dora von Zeschau                       | ML: Peter Christian Feigel          | |
| 2018 | Liegt Europa in mir? (UA)                                | 27.02.2018            | Kraftwerk Mitte SB                            | TAK                          | 14+                | Anke-Jenny Engler                         |                                             |                                     | |
| 2018 | Leonce und Lena                                          | 12.01.2018            | Kraftwerk Mitte SB                            | Schauspiel                   | 14+                | Nils Zapfe                                | Grit Dora von Zeschau                       |                                     | |
| 2017 | Wenn Fuchs und Hase sich Gute Nacht sagen                | 26.11.2017            | Kraftwerk Mitte KB                            | Puppentheater                | 4+                 | Frank Alexander Engel                     | Frank Alexander Engel                       |                                     | |
| 2017 | Rico, Oskar und das Vomhimmelhoch (UA)                   | 25.11.2017            | Kraftwerk Mitte GB                            | Schauspiel                   | 8+                 | Jan Gehler                                |                                             |                                     | |
| 2017 | Ich mach dich platt! (DE)                                | 18.11.2017            | Kraftwerk Mitte KB                            | Puppentheater                | 10+                | Nis Søgaard                               |                                             |                                     | |
| 2017 | Der Gewitterbahnhofstrand (UA)                           | 14.10.2017            | Kraftwerk Mitte SB                            | Schauspiel                   | 6+                 | Steffen Moratz                            | Grit Dora von Zeschau                       |                                     | |
| 2017 | Laura war hier                                           | 16.09.2017            | Kraftwerk Mitte GB                            | Schauspiel                   | 6+                 | Frank Panhans                             | Jan E. Schroeder                            | M: Benjamin Ritz                    | |
| 2016 | Schlussmachen (UA)                                       | 02.06.2016            | TJG on tour                                   | Schauspiel                   | 14+                | Susanne Zaun                              |                                             |                                     | |
| 2016 | Alarm im Kasperletheater                                 | 28.05.2016            | Sonnenhäusel im Großen Garten                 | Puppentheater                | 4+                 | Lorenz Seib                               |                                             |                                     | |
| 2016 | Hans im Glück                                            | 14.05.2016            | TJG on tour, Freibäder der Stadt Dresden      | Schauspiel                   | 6+                 | Max Wortel                                | Grit Dora von Zeschau                       |                                     | |
| 2016 | Licht aus! (UA)                                          | 28.04.2016            | Constantia GB                                 | TAK                          | 14+                | Karen Becker                              |                                             |                                     | |
| 2016 | Der Mondmann                                             | 16.04.2016            | Rundkino PT, Kraftwerk Mitte SB               | Puppentheater                | 4+                 | Nils Zapfe                                |                                             |                                     | |
| 2016 | Der Fischer und seine Frau                               | 09.04.2016 16.04.2016 | Constantia SB, Kraftwerk Mitte GB             | Schauspiel                   | 6+                 | Dominik Günther                           | Doan Bang                                   |                                     | |
| 2016 | Lücken verrücken (UA)                                    | 18.03.2016            | Constantia Treppe                             | TAK                          | 12+                | Anke Engler                               | Lisette Schürer                             |                                     | |
| 2016 | Die rote Zora                                            | 12.03.2016            | Constantia GB, Kraftwerk Mitte GB             | Schauspiel                   | 10                 | Axel Richter                              | Ulrike Kunze                                |                                     | |
| 2016 | Kasper Ex Machina (UA)                                   | 12.02.2016            | Rundkihno PT                                  | Puppentheater                | 16+                | Roscha A. Säidow                          |                                             |                                     | |
| 2016 | Boing! (UA)                                              | 30.01.2016            | Constantia SB, Kraftwerk Mitte SB             | Schauspiel                   | 2+                 | Barbara Fuchs                             | Ulrike Kunze                                | M: Jörg Ritzenhoff                  | |
| 2016 | fuchs und freund (UA)                                    | 16.01.2016            | Constantia SB                                 | Schauspiel                   | 6+                 | Bernd Sikora                              | Grit Dora von Zeschau                       | M: Bernd Sikora                     | |
| 2015 | Am kürzeren Ende der Sonnenallee                         | 03.10.2015            | Constantia GB                                 | Schauspiel                   | 14+                | Mareike Mikat                             | Katharina Lorenz                            | M: Thomas Friese                    | |
| 2015 | Licht! (UA)                                              | 27.06.2015            | Technische Sammlungen Dresden                 | Schauspiel                   | 8+                 | Petra Linsel                              | Petra Linsel                                |                                     | |
| 2015 | Robin Hood                                               | 12.06.2015            | Freilichtbühne im Zoo Dresden                 | Schauspiel                   | 8+                 | Ronny Jakubaschk                          | Ulrike Kunze                                | M: Bernd Sikora                     | |
| 2015 | Die drei Räuber                                          | 06.06.2015            | Sonnenhäusel im Großen Garten                 | Puppentheater                | 4+                 | Frank Alexander Engel                     | Frank Alexander Engel                       |                                     | |
| 2015 | O Patria Mia! (UA)                                       | 18.04.2015            | Rundkino PT                                   | Puppentheater                | 8+                 | Felicitas Loewe                           | Martin Mannig                               | M: Bernd Sikora                     | |
| 2015 | Krabat                                                   | 04.2015               | Constantia GB                                 | Schauspiel                   | 10+                | Ania Michaelis                            | Grit Dora von Zeschau                       |                                     | |
| 2015 | Sebstbaukasten (UA)                                      | 28.03.2015            | Constantia Treppe                             | TAK                          | 12+                | Anke Engler                               |                                             |                                     | |
| 2015 | Erstkontakt (UA)                                         | 07.03.2015            | Constantia SB                                 | TAK                          | 14+                | Tabea Hörnlein                            |                                             |                                     | Iris Pickhardt, Hanif Idris                                                                                          |
| 2015 | Der Process                                              | 27.02.2015            | Rundkino PT                                   | Puppentheater                | 14+                | Ania Michaelis                            | Ulrike Kunze                                | Bernd Sikora                        | |
| 2015 | Alice im Wunderland                                      | 07.02.2015            | Constantia GB                                 | Schauspiel                   | 8+                 | Jan Jochimsky                             | B: Andreas Auerbach, K: Theresa Klement     |                                     | |
| 2015 | youonlyliveonce (UA)                                     | 16.01.2015            | Constantia SB                                 | TAK                          | 14+                | Andreas Mihan                             |                                             |                                     | |
| 2014 | mensch maschine                                          | 05.12.2014            | Constantia SB                                 | Puppentheater                | 16+                | Roscha A. Säidow                          |                                             |                                     | |
| 2014 | Aschenputtel                                             | 29.11.2014            | Rundkino PT                                   | Puppentheater                | 4+                 | Ania Michaelis                            |                                             |                                     | |
| 2014 | Elfried, Mila und das Wunschzettelwunder (UA)            | 15.11.2014            | Constantia GB                                 | Schauspiel                   | 6+                 | Philippe Besson                           | Ulrike Kunze                                | M: Bernd Sikora                     | |
| 2014 | Wolkenbilder (DEA)                                       | 18.10.2014            | Rundkino PT                                   | Puppentheater                | 6+                 | Nils Zapfe                                | A: Ramona Rauchbach P: Annemie Twardawa     |                                     | |
| 2014 | Der kleine Angsthase                                     | 11.10.2014            | Constantia SB                                 | Schauspiel                   | 4+                 | Bettina Rehm                              | Grit Dora von Zeschau                       |                                     | |
| 2014 | Caspar David Friedrich. in betrachtung des mondes (UA)   | 20.09.2014            | Constantia GB                                 | Schauspiel                   | 12+                | Jo Fabian                                 | Jo Fabian                                   |                                     | |
| 2014 | Piraten sind das Wildeste, was es gibt (UA)              | 31.05.2014            | Sonnenhäusel im Großen Garten                 | Puppentheater                | 4+                 | Christoph Bochdansky                      | Christoph Bochdansky                        |                                     | |
| 2014 | Doing it                                                 | 17.05.2014            | Rundkino PT                                   | Puppentheater                | 14+                | Ivana Sajević                             |                                             |                                     | |
| 2014 | I will be famous (UA)                                    | 10.05.2014            | Constantia GB                                 | Schauspiel                   | 12+                | Dominik Günther                           | Heike Vollmer                               |                                     | Musik: Testsieger (Jan S. Beyer, Jörg Wockenfuss)                                                                    |
| 2014 | Nach Guernica (UA)                                       | 05.04.2014            | Constantia SB                                 | Schauspiel                   | 13+                | Marcelo Diaz                              | Anja Furthmann                              |                                     | |
| 2014 | Freier Fall (UA)                                         | 2014                  | Pumpenhaus an der Marienbrücke Dresden        | TAK                          | 10+                | Karen Becker, Anke Engler                 | Ulrike Kunze                                |                                     | |
| 2014 | Idas Geheimnis (UA)                                      | 08.03.2014            | Rundkino PT                                   | Puppentheater                | 6+                 | Ania Michaelis                            | Ulrike Kunze                                |                                     | |
| 2014 | Ich will ein Kaninchen! (UA)                             | 15.02.2014            | Constantia SB                                 | Schauspiel                   | 2+                 | Andy Manley                               | Grit Dora von Zeschau                       |                                     | Insa Jebens, Uwe Steinbach                                                                                           |
| 2014 | Nennt mich nicht Ismael! (UA)                            | 14.02.2014            | Constantia GB                                 | Schauspiel                   | 10+                | Dietrich Kunze                            | Petra Linsel                                |                                     | |
| 2014 | Mitten auf der Elbe schwimmt ein Krokodil (UA)           | 25.01.2014            | Constantia SB                                 | Schauspiel                   | 4+                 | Irina Pauls                               | Martin Mannig                               |                                     | |
| 2014 | Krazy House - Willkommen in der Pubertät! (UA)           | 11.01.2014            | Constantia SB                                 | TAK                          | 13+                | Tabea Hörnlein                            |                                             |                                     | |
| 2013 | Der gestiefelte Kater                                    | 30.11.2013            | Rundkino PT                                   | Puppentheater                | 4+                 | Nils Zapfe                                | Martina Schulle                             |                                     | |
| 2013 | Hilfe, die Herdmanns kommen!                             | 23.11.2013            | Constantia GB                                 | Schauspiel                   | 6+                 | Taki Papaconstantinou                     | Ulrike Kunze                                |                                     | |
| 2013 | Bei der Feuerwehr wird der Kaffee kalt                   | 13.10.2013            | Rundkino PT                                   | Puppentheater und Schauspiel | 4+                 | Jule Kracht                               | A: Ulrike Kunze P: Lisette Schürer          | M: Marc Helfers                     | Patrick Borck, Roland Florstedt (Babette Kuschel), Manuel de la Peza (Tony Milano)                                   |
| 2013 | Pünktchen trifft Anton                                   | 14.06.2013            | Freilichtbühne im Zoo Dresden                 | Schauspiel                   | 8+                 | Boris von Poser                           | Ulrike Kunze                                | M: Wolfgang Böhmer                  | |
| 2013 | TülliKnülliFülli                                         | 08.06.2013            | Sonnenhäusel im Großen Garten                 | Puppentheater                | 4+                 | Ania Michaelis                            | Angela Baumgart                             |                                     | |
| 2013 | Ins Offene (UA)                                          | 25.05.2013            | Constantia SB                                 | TAK                          | 14+                | Tabea Hörnlein                            | Ulrike Kunze                                |                                     | |
| 2013 | Leon und Leonie                                          | 11.05.2013            | Constantia GB                                 | Schauspiel                   | 5+                 | Jan Gehler                                | Grit Dora von Zeschau                       |                                     | |
| 2013 | Die Torte ist weg! (UA)                                  | 27.04.2013            | Rundkino PT                                   | Puppentheater                | 4+                 | Lorenz Seib                               | Lisette Schürer                             |                                     | |
| 2013 | 35 Kilo Hoffnung                                         | 20.04.2013            | Constantia SB, Kraftwerk Mitte SB             | Schauspiel                   | 10+                | Philippe Besson                           | Anja Furthmann                              |                                     | |
| 2013 | Ziffer, Zelle, Zebrafisch (UA)                           | 04.2013               | Max-Planck-Institut für Mikrobiologie Dresden | Puppentheater                | 8+                 | Heiki Ikkola                              |                                             |                                     | |
| 2013 | Strumpfunterhosenhemdkrempelei (UA)                      | 12.03.2013            | Constantia Treppe, TJG on tour                | TAK                          | 2+                 | Karen Becker                              | Ulrike Kunze                                |                                     | |
| 2013 | Cherryman jagt Mr. White (UA)                            | 23.03.2013            | Constantia SB                                 | Schauspiel                   | 14+                | Ania Michaelis                            | Martina Schulle                             |                                     | |
| 2013 | Timm Thaler oder Das verkaufte Lachen                    | 23.02.2013            | Constantia GB                                 | Schauspiel                   | 12+                | Dominik Günther                           | Heike Vollmer                               |                                     | Musik: Testsieger (Jan S. Beyer, Jörg Wockenfuss)                                                                    |
| 2013 | Der Schatz im Silbersee (UA)                             | 02.03.2013            | Rundkino PT                                   | Puppentheater                | 12+                | Astrid Griesbach                          | Grit Wendicke                               |                                     | |
| 2012 | Richtig falsch (UA)                                      | 15.12.2012            |                                               | Schauspiel                   | 8+                 | Theo Franz                                | Ulrike Kunze                                |                                     | Stefan Kunath |
| 2012 | Frau Holle (UA)                                          | 01.12.2012            | Rundkino PT                                   | Puppentheater                | 4+                 | Christoph Werner                          | Susanne Berner                              |                                     | |
| 2012 | Wunder einer Winternacht (UA)                            | 24.11.2012            | Constantia GB                                 | Schauspiel                   | 6+                 | Bettina Rehm                              | Grit Dora von Zeschau                       | M: Thomas Hertel                    | |
| 2012 | Das Igelhaus                                             | 16.11.2012            | TJG on tour                                   | Puppentheater                | 4+                 | Nils Zapfe                                | Ulrike Kunze                                |                                     | |
| 2012 | Die Geschichte von Doktor Faust                          | 06.10.2012            | Rundkino PT, Kraftwerk Mitte SB               | Puppentheater                | 10+                | Moritz Sostmann                           | A: Christian Beck, P: Hagen Tilp            | M: Phillipp Plessmann               | |
| 2012 | Karlsson vom Dach                                        | 20.10.2012            | Constantia Treppe                             | Puppentheater und Schauspiel | 6+                 | Tanja Richter                             | Stephan Fernau                              |                                     | |
| 2012 | Die kleine Hexe                                          | 12.10.2012            | Constantia GB                                 | Schauspiel                   | 6+                 | Ania Michaelis                            | A: Grit Dora von Zeschau, C: Alexey Krivega |                                     | |
| 2012 | ... und über uns leuchten die Sterne (UA)                | 29.09.2012            | Constantia Treppe                             | Schauspiel                   | 2+                 | Ania Michaelis                            | Mikhail Gavrushov                           | M: Bernd Sikora, V: Andrey Lapshin  | |
| 2012 | Pinocchio (DEA)                                          | 20.07.2012            | Constantia GB                                 | Schauspiel                   | 6+                 | Christoph Werner                          | Ulrike Kunze                                |                                     | |
| 2012 | Raus aus Åmål                                            | 16.06.2012            | Constantia GB                                 | Schauspiel                   | 13+                | Taki Papaconstantinou                     | Martina Schulle                             |                                     | |
| 2012 | Frau Meier, die Amsel                                    | 09.06.2012            | Sonnenhäusel im Großen Garten                 | Puppentheater                | 4+                 | Gertrud Pigor                             | Martina Schulle                             |                                     | |
| 2012 | Animal Lounge - Füchse lügen nicht (UA)                  | 12.05.2012            | Constantia GB                                 | Schauspiel                   | 8+                 | Ulrich Hub                                | Grit Dora von Zeschau                       |                                     | |
| 2012 | Leicht und schwer (UA)                                   | 04.2012               | Constantia Treppe, TJG on Tour                | TAK                          | 2+                 | Karen Becker                              |                                             |                                     | |
| 2012 | Den Sternen so nah - Orpheus und Euridike (UA)           | 28.04.2012            | Rundkino PT                                   | Puppentheater                | 10+                | Christoph Bochdansky                      | Christoph Bochdansky                        |                                     | |
| 2012 | rauschen (UA)                                            | 03.2012               | Constantia SB                                 | TAK                          | 14+                | Tabea Hörnlein                            |                                             |                                     | |
| 2012 | Werwolf (UA)                                             | 10.03.2012            | Constantia GB                                 | Schauspiel                   | 12+                | Jo Fabian                                 | Jo Fabian                                   |                                     | |
| 2012 | Nachtgeknister                                           | 09.03.2012            | Rundkino PT                                   | Puppentheater                | 6+                 | Ania Michaelis                            | Grit Dora von Zeschau                       |                                     | |
| 2012 | Der Traumschlüssel (UA)                                  | 21.01.2012            | Constantia SB                                 | Puppentheater                | 4+                 | Sabine Köhler, Heiki Ikkola, Jörg Lehmann | Sabine Köhler                               |                                     | |
| 2012 | Parzival                                                 | 14.01.2012            | Constantia GB                                 | Schauspiel                   | 10+                | Ania Michaelis                            | Ulrike Kunze                                |                                     | |
| 2011 | Max und der Geschichtenmann (UA)                         | 27.11.2011            | Rundkino PT                                   | Puppentheater                | 4+                 | Christoph Werner                          |                                             |                                     | |
| 2011 | Es ist ein Elch entsprungen                              | 26.11.2011            | Constantia GB                                 | Schauspiel                   | 6+                 | Philippe Besson                           | Gabriella Ausonio                           |                                     | |
| 2011 | Die Reise nach Ugri-La-Brek                              | 08.10.2011            | Rundkino PT                                   | Puppentheater                | 8+                 | Moritz Sostmann                           | A: Saskia Wunsch P: Hagen Tilp              |                                     | |
| 2011 | Die Leiden des jungen Werther                            | 01.10.2011            | Constantia GB                                 | Schauspiel                   | 14+                | Dominik Günther                           | Heike Vollmer                               |                                     | Isabel Giebeler, Eric Brünner, Gregor Wolf, Charles Ndong, Musik: Testsieger (Jan S. Beyer, Jörg Wockenfuss)         |
| 2011 | Tom Sawyers Abenteuer                                    | 25.08.2011            | Freilichtbühne im Zoo Dresden                 | Schauspiel                   | 8+                 | Bettina Rehm                              | Julia Hattstein                             |                                     | |
| 2011 | Ein Sommernachtstraum                                    | 10.06.2011            | Stallhof Dresden                              | Puppentheater                | 14+                | Christoph Werner                          | Katrin Busching, P: Hagen Tilp              |                                     | |
| 2011 | Klitzegroß und Riesenklein (UA)                          | 28.05.2011            | Sonnenhäusel im Großen Garten                 | Puppentheater                | 4+                 | Astrid Griesbach                          | Franz Zauleck                               |                                     | |
| 2011 | Drammen Dresden (UA)                                     | 21.05.2011            | Constantia SB                                 | Schauspiel                   | 12+                | Philippe Besson                           | Yngvar Julin                                |                                     | |
| 2011 | Das Fahrrad                                              | 16.04.2011            |                                               | Schauspiel                   | 10+                | Moritz Sostmann                           |                                             |                                     | |
| 2011 | Herr Burczik hat sonst nie Besuch                        | 26.03.2011            | Constantia SB                                 | Schauspiel                   | 6+                 | Felicitas Loewe                           | Grit Dora von Zeschau                       |                                     | |
| 2011 | Die zweite Prinzessin                                    | 05.03.2011            | Constantia SB                                 | Schauspiel                   | 4+                 | Philippe Besson                           |                                             |                                     | |
| 2011 | Ellis wundersame Reise (UA)                              | 19.02.2011            | Constantia Saal                               | Schauspiel                   | 8+                 | Irina Pauls                               | Ulrike Kunze                                | C: Irina Pauls, M: Matthias Engelke | |
| 2011 | Zwischen mir und euch (UA)                               | 05.02.2011            | Constantia Saal                               | TAK                          | 12+                | Veronika Steinböck                        | Heide Schollähn                             | M: Erwin Stache                     | |
| 2011 | Der kleine Muck                                          | 29.01.2011            | Rundkino PT                                   | Puppentheater                | 8+                 | Christoph Werner                          |                                             |                                     | |
| 2011 | Plötzlich steckt das Fest im Hals                        | 12.01.2011            | TJG on tour                                   | TAK                          | 14+                | Armin Beber                               |                                             |                                     | |
| 2010 | Über Lang oder Kurz (UA)                                 | 11.12.2010            | Constantia SB                                 | Schauspiel                   | 8+                 | Gerald Gluth                              |                                             | M: Bernd Sikora                     | Marja Hofmann, Manuel Krstanovic                                                                                     |
| 2010 | Die Prinzessin auf der Erbse                             | 27.11.2010            | Rundkino PT                                   | Puppentheater                | 4+                 | Lorenz Seib                               | Lorenz Seib                                 |                                     | |
| 2010 | Nussknacker und Mäusekönig (UA)                          | 20.11.2010            | Constantia Saal                               | Schauspiel, Puppentheater    | 6+                 | Christian Fuchs                           | Ulrike Kunze, P: Gisa Kuhn                  |                                     | Klavier: Tasso Schille                                                                                               |
| 2010 | Und was machen wir jetzt? (AT) (UA)                      | 03.11.2010            | Constantia Treppe                             | Schauspiel                   | 2+                 | Ania Michaelis                            | Grit Dora von Zeschau                       |                                     | |
| 2010 | Schaf                                                    | 02.10.2010            | Rundkino PT                                   | Puppentheater                | 6+                 | Susanne Claus                             | Anja Maria Eisen                            | ML: Maria Tosenko                   | |
| 2010 | Wie überlebe ich meinen ersten Kuss? (DE)                | 25.09.2010            | Constantia Saal                               | Schauspiel                   | 12+                | Philippe Besson                           | Henrike Engel                               | ML: Jörg Kandl, C: Enrico Wende     | |
| 2010 | Einer                                                    | 09.09.2010            | Rundkino PT, mobil                            | Puppentheater                | 4+                 | Gundula Hoffmann                          | Gundula Hoffmann, Dorothee Carls            |                                     | |
| 2010 | Zebraland (UA)                                           | 28.08.2010            | Constantia Treppe, TJG on tour                | TAK                          | 14+                | Katja Heiser                              | Ulrike Kunze                                |                                     | |

## 2000er Jahre
| Jahr | Inszenierung | Premiere   | Ort                                                 | Sparte        | Alters- empfehlung | Regie                                 | Ausstattung                                                       | Musik, Video                             | Darsteller:innen |
| ---- | --- | ---------- | --------------------------------------------------- | ------------- | ------------------ | ------------------------------------- | ----------------------------------------------------------------- | ---------------------------------------- | --- |
| 2008 | Funkeldunkel Lichtgedicht (UA) | 27.06.2008 | Constantia Treppe (Studiobühne, Kraftwerk Mitte SB) | Schauspiel    | 2+                 | Ania Michaelis                        | Grit Dora von Zeschau                                             | M: Bernd Sikora                          | Marja Hofmann, Manuel Kristanovic (Ulrike Sperberg), Klaus Frenzel (Bettina Sörgel), Bernd Sikora                                                                                       |
| 2007 | Die drei Musketiere | 29.06.2007 | Stallhof Dresden                                    | Schauspiel    | 14+                | Volker Metzler                        | Ulrike Kunze                                                      |                                          | |
| 2007 | Der Froschkönig | 01.06.2006 | Sonnenhäusel im Großen Garten                       | Puppentheater | 4+                 | Dirk Baum                             |                                                                   |                                          | |
| 2007 | Meister Pedros Puppenspiel | 26.05.2007 | Kulturpalast Dresden, Festsaal                      | Puppentheater | 8+                 | Markus Joss                           | Ulrike Kunze, P: Mathis Freygang                                  | ML: Rafeal Frühbeck de Burgos            | Dresdner Philharmonie |
| 2007 | Kamikaze Pictures | 05.05.2007 | Constantia SB                                       | Schauspiel    | 16+                | Volker Metzler                        | Grit Dora von Zeschau                                             |                                          | |
| 2007 | Pelle der Eroberer (UA) | 08.04.2007 | Constantia Saal                                     | Schauspiel    | 12+                | Gerald Gluth                          |                                                                   |                                          | |
| 2007 | Die Brüder Löwenherz | 31.03.2007 | Rundkino PT                                         | Puppentreater | 8+                 | Markus Joss                           | Studenten                                                         |                                          | |
| 2007 | Faust II | 07.03.2007 | Festspielhaus Hellerau                              | Schauspiel    | 16+                | Volker Metzler                        | Ulrike Kunze                                                      | M: Carsten Gundermann                    | Neue Elbland Philharmonie |
| 2007 | Arbeiten II: Zimmermanns Aussicht | 10.02.2007 | Rundkino PT                                         | Puppentheater | 16+                | Markus Joss                           | Melanie Sowa, Mario Hohmann                                       |                                          | |
| 2007 | Meine Mutter, ihre Toten und ich (UA)                                                                                                 | 13.01.2007 | Deutsches Hygienemuseum, Constantia Treppe          | Schauspiel    | 14+                | Torsten Schilling, Felicitas Loewe    | Fabian Gold                                                       |                                          | |
| 2006 | Rapunzel | 25.11.2006 | Constantia Saal                                     | Schauspiel    | 6+                 | Jan Verbist                           | Anja Ackermann                                                    | M: Jörg Kandl                            | |
| 2006 | Aschenputtel (UA) | 24.11.2006 | Rundkino PT                                         | Puppentheater | 4+                 | Wera Herzberg                         | B: Melanie Sowa, P: Mario Hohmann, M: Bernd Sikora                |                                          | |
| 2006 | Frau Meier, die Amsel | 11.11.2006 | Rundkino PT                                         | Puppentheater | 6+                 | Steffi König                          | Studenten der HfS                                                 |                                          | |
| 2006 | Filipa unterwegs | 20.10.2006 | Constantia SB                                       | Schauspiel    | 6+                 | Eddy Sicorro                          | Stephan Wiel                                                      | M: Bernd Sikora                          | |
| 2006 | Der abenteuerliche Simplicissimus (UA)                                                                                                | 14.10.2006 | Constantia Saal                                     | Schauspiel    | 10+                | Axel Richter                          | Ulrike Kunze                                                      | M: Jörg Kandl                            | |
| 2006 | Physik für Anfänger (UA) | 07.10.2006 | Rundkino PT                                         | Puppentheater | 8+                 | Markus Joss                           | Markus Joss, Jonas Knecht                                         |                                          | |
| 2006 | Das Apfelmännchen | 30.09.2006 | Rundkino PT, TJG on tour                            | Puppentheater | 4+                 | Susanne Claus                         | Roland Teichmann                                                  |                                          | |
| 2005 | Die goldene Gans oder was wirklich kleben bleibt                                                                                      | 18.06.2005 | Stallhof Dresden                                    | Schauspiel    |                    | Peter Kube                            | Ulrike Kunze                                                      | ML: Jörg Kandl, C: Helke Olender         | |
| 2005 | Max und Moritz | 11.06.2005 | Sonnenhäusel im Großen Garten                       | Puppentheater | 4+                 | Heiki Ikkola, Dirk Neumann            | Anja Röhrdanz, Heiki Ikkola, P: Peter Lutz                        |                                          | Inka Arlt |
| 2005 | Der gewissenlose Mörder Hasse Karlsson enthüllt die entsetzliche Wahrheit, wie die Frau über der Einenbahnbrücke zu Tode gekommen ist | 21.05.2005 | Constantia SB                                       | Schauspiel    | 10+                | Anette Straube                        | Ulrike Kunze                                                      | M: Bernd Sikora                          | Ralph Martin, Saro Emirze, Babette Kuschel, Karin-Müller-Geng, Babette Slezak |
| 2005 | Dresden - Underground | 30.04.2005 | Rundkino PT                                         | Puppentheater | 12+                | Heiki Ikkalo                          | Bärbel Haage                                                      |                                          | |
| 2005 | Kasper und der Glitzerkönig | 23.04.2005 | Constantia Saal                                     | Schauspiel    | 10+                | Volker Metzler                        | Ulrike Kunze                                                      |                                          | |
| 2005 | Space Invaders | 16.03.2005 | TJG on tour                                         |               | 13+                | Kristine Sommerlade                   | C: Kristine Sommerlade                                            |                                          | |
| 2005 | Amadeus | 12.03.2005 | Rundkino PT                                         | Puppentheater | 14+                | Siegmar Körner                        | Siegmar Körner                                                    | P: Matthias Hänsel                       | Dirk Neumann |
| 2005 | Die Zauberflöte | 12.03.2005 | Rundkino PT                                         | Puppentheater | 8+                 | Markus Joss                           | Kattrin Michel                                                    | ML: Jörg Kandl                           | Melanie Romina Ancic, Susanne Claus, Ulrike Schuster, Barbara Wiemann, Klaus Frenzel, Lorenz Seib, Mathis Freygang, Jörg Kandl, Christoph Hermann                                       |
| 2005 | Penthesilea | 19.02.2005 | Constantia SB                                       | Schauspiel    | 16+                | Anette Straube                        | Ether Kemter, Ulrich Schreiber                                    | M: Bernd Sikora                          | |
| 2005 | The killer in me is the killer in you my love                                                                                         | 29.01.2005 | Constantia Saal                                     | Schauspiel    | 14+                | Volker Metzler                        | Fabian Gold                                                       | M: Bernd Sikora, C: Katja Erfurth        | Juliana Herzberg, Iris Pickhard, Saro Emirze, Tom Keune, Alexander Wulke |
| 2004 | Es begab sich aber zu der Zeit... Die Weihnachtsgeschichte                                                                            | 04.12.2004 | Georgenbau im Dresdner Schloss                      | Puppentheater | 6+                 | Gottfried Rößzler                     | Hamster Damm                                                      |                                          | |
| 2004 | Die Schneekönigin | 27.11.2004 | Constantia Saal                                     | Schauspiel    | 6+                 | Volker Metzler                        | Grit Dora von Zeschau                                             | M: Bernd Sikora                          | Ulrike Sperberg, Babette Kuschel, Karin Müller-Geng, Iris Pickhard, Dominik Breuer, Ralph Martin, Saro Emirze, Tom Keune                                                                |
| 2004 | Die Kuh Rosmarie | 13.11.2004 | Constantia SB                                       | Schauspiel    | 6+                 | Marcelo Diaz                          | Ulrike Kunze                                                      | ML: Bernd Sikora                         | Babette Slezak, Christian Habicht, Bernd Sikora |
| 2004 | Der kleine Hävelmann | 13.11.2004 | Rundkino PT                                         | Puppentheater | 4+                 | Heiki Ikkola                          | Bärbel Haage                                                      | M: Sebastian Herzfeld                    | Melanie Romina Ancic, Barbara Wiemann |
| 2004 | Back Night (UA) | 15.10.2004 | Constantia Treppe                                   | Schauspiel    | 16+                | Anette Straube                        | Ulrike Kunze                                                      | ML: Jörg Kandl                           | Anette Straube, Band: Tom Götze, Christoph Hermann, Jörg Kandl |
| 2004 | Katharina Katharina im Gänsespiel | 02.10.2004 | Constantia Saal                                     | Schauspiel    | 8+                 | Dietrich Kunze                        | Ulrike Kunze                                                      | ML: Jörg Kandl, C: Katja Erfurth         | Iris Pickhard, Brigitte Wähner, Tim Schreiber, Boris Schwiebert, Mike Zaka Sommerfeldt, Babette Kuschel, Susan Weilandt, Sabine Gehre, Saro Emirze, Jörg Kandl, Bernd Sikora, Tom Götze |
| 2004 | Rotkäppchen | 01.08.2004 | Rundkino PT                                         | Puppentheater | 4+                 | Barbara Wiemann                       | Barbara Wiemann, P: Jördis Lehmann, Renate Rentzsch               |                                          | Barbara Wiemann |
| 2004 | Findelkind | 01.08.2004 | Rundkino PT                                         |               | 4+                 |                                       |                                                                   |                                          | |
| 2004 | Cyrano de Bergerac | 26.06.2004 | TJG on tour                                         |               | 14+                | Stefan Schimmel                       |                                                                   | ML: Bernd Sikora                         | |
| 2004 | Alice im Wunderland | 26.06.2004 | Rundkino PT                                         | Puppentheater | 8+                 |                                       |                                                                   |                                          | |
| 2004 | Schwarze Nacht | 05.06.2004 | Constantia Treppe                                   | Schauspiel    | 16+                | Annette Straube                       |                                                                   |                                          | |
| 2004 | Acis und Galatea | 29.05.2004 | TJG on tour                                         | Puppentheater | 16+                |                                       |                                                                   |                                          | |
| 2004 | Aida | 08.05.2004 | Rundkino PT                                         | Puppentheater | 16+                |                                       |                                                                   |                                          | |
| 2004 | Der Sturm | 17.04.2004 | Constantia Saal                                     | Jugendclub    | 14+                | Simone Neubauer, Petra Steinert       | Ulrike Kunze                                                      |                                          | |
| 2004 | Die Seiltänzerin | 03.04.2004 | Constantia SB                                       | Schauspiel    | 6+                 | Jan Verbist                           | Anja Ackermann                                                    | ML: Jörg Kandl                           | Astrid Ebert, Christian Habicht, Jörg Kandl |
| 2004 | Feuer Wasser Erde Luft | 27.03.2003 | Rundkino PT                                         | Puppentheater | 6+                 | Heiki Ikkola                          | Bärbel Haage                                                      |                                          | |
| 2004 | Das Konzert | 27.02.2003 | Rundkino PT                                         | Puppentheater | 16+                | Frauke Jacobi                         | Frauke Jacobi                                                     | M: Lars Frank                            | |
| 2004 | Ich knall euch ab! (UA) | 26.02.2004 | Constantia Saal                                     | Schauspiel    | 14+                | Anette Straube                        | Esther Kempter, Ulrich Schreiber                                  |                                          | |
| 2004 | Die Schatzinsel | 31.01.2003 | Rundkino PT                                         | Puppentheater | 10+                |                                       |                                                                   |                                          | |
| 2004 | Zement | 17.01.2004 | Constantia SB                                       | Schauspiel    | 16+                | Volker Metzler                        | Ulrike Kunze                                                      | C: Katha Erfurth                         | Erik Brünner, Babette Slezak, Susan Weilandt, Mike Zaka Sommerfeldt, Ulrich Wenzke, Walter Nickel, Christian Habicht, Komparserie                                                       |
| 2004 | Eene mene Miste ... | 10.01.2004 | Rundkino PT                                         | Puppentheater | 4+                 | Frauke Jacobi                         | Frauke Jacobi                                                     | M: Lars Frank                            | Dorothee Carls, Klaus Frenzel, Ulrike Schuster |
| 2003 | Die feuerrote Blume | 15.11.2003 | Constantia Saal                                     | Schauspiel    | 6+                 | Annette Straube                       | Ulrike Kunze                                                      | M: Bernd Sikora                          | |
| 2003 | Alfons Zitterbacke | 08.11.2003 | Constantia Treppe                                   | Schauspiel    | 6+                 |                                       |                                                                   |                                          | |
| 2003 | Der Wolf und die sieben Geisslein | 29.10.2003 | TJG on tour                                         | Puppentheater | 4+                 | Heiki Ikkola                          | Heiki Ikkola                                                      |                                          | |
| 2003 | Die schöne Wassilissa | 25.10.2003 | Rundkino PT                                         | Puppentheater | 4+                 | Frank Alexander Engel                 | B: Frank Alexander Engel, K: Kerstin Schmidt, P: Roland Teichmann |                                          | |
| 2003 | Der kleine Horror-laden | 26.09.2003 | Constantia Saal                                     | Schauspiel    | 16+                | Volker Metzler                        | Fabian Gold                                                       | ML: Jörg Kandl                           | |
| 2003 | Lysistrate | 26.06.2003 | Stallhof Dresden                                    | Schauspiel    |                    | Annette Straube                       |                                                                   |                                          | |
| 2003 | Gräfin Cosel | 14.06.2003 | TJG on tour                                         | Puppentheater | 16+                | Heiki Ikkola, Frank Alexander Engel   | Rainer Schicketanz                                                |                                          | |
| 2003 | Zirkus! | 31.05.2003 | Sonnenhäusel im Großen Garten                       | Puppentheater | 4+                 | Heiki Ikkola                          |                                                                   |                                          | |
| 2003 | Hamlet | 10.05.2003 | Constantia Saal                                     | Schauspiel    | 16+                | Gerald Gluth                          | Stefan Wiel                                                       |                                          | |
| 2003 | Faust | 27.03.2003 | Rundkino PT                                         | Puppentheater | 14+                | Jochen Menzel                         | Bärbel Haage                                                      |                                          | |
| 2003 | Prometheus (UA) | 08.03.2003 | Constantia Saal                                     | Schauspiel    | 10+                | Annette Straube                       | Stefan Wiel                                                       |                                          | |
| 2003 | Jeanne d' Arc (UA) | 15.02.2003 | Constantia SB                                       | Schauspiel    | 16+                | Astrid Griesbach                      |                                                                   |                                          | |
| 2003 | Inuk und das Geheimnis der Sonne | 11.01.2003 | Constantia SB                                       | Schauspiel    | 8+                 | Stefan Wiel                           | Stefan Wiel                                                       | M: Bernd Sikora                          | |
| 2002 | Momo | 30.11.2002 | Constantia Saal                                     | Schauspiel    | 6+                 | Volker Metzler                        | Beate Rudnick                                                     |                                          | Astrid Ebert, Sabine Gehre, Matthias Manz, Roland Florstedt |
| 2002 | Die Mondblume | 24.11.2002 | Rundkino PT                                         | Puppentheater | 6+                 | Frank Alexander Engel, Heiki Ikkola   | Kerstin Schmidt                                                   |                                          | |
| 2002 | Der Kaiser und die Nachtigall (UA) | 23.11.2002 | Rundkino PT                                         | Puppentheater | 5+                 | Irene Voß                             | Kerstin Schmidt                                                   |                                          | |
| 2002 | Sechse kommen durch die ganze Welt | 22.11.2002 | Rundkino PT                                         | Puppentheater | 8+                 | Waltraut Dießner                      | Kerstin Schmidt                                                   |                                          | |
| 2002 | Frankensteins Gene (UA) | 12.10.2002 | Rundkino PT                                         | Puppentheater | 16+                | Heiki Ikkola                          | Klaus Noack, P: Thomas Klemm                                      | M: Dietrich Petzold                      | |
| 2002 | Musila der Musiker (UA) | 05.10.2002 | Constantia SB                                       | Schauspiel    | 8+                 | Steffen Pietsch                       | Ulrike Kunze                                                      | M: Bert Handrick, ML: Jörg Kandl         | Lupo Gruicic, Roland Florstedt |
| 2002 | Rumpelstilzchen | 29.09.2002 | TJG on tour                                         | Puppentheater | 4+                 | Bettina Seiler, Frank Alexander Engel | Martin Gobsch, Frank Alexander Engel                              |                                          | |
| 2002 | Die große Erzählung | 21.09.2002 | Constantia Treppe                                   | Schauspiel    | 6+                 | Gerald Gluth                          | Gerald Gluth                                                      |                                          | Mike Zaka Sommerfeldt |
| 2002 | Besuch aus der Vergangenheit (UA) | 21.09.2002 | Constantia SB                                       | Schauspiel    | 10+                | Anette Straube                        | Stefan Wiel                                                       |                                          | Brigitte Bertele |
| 2002 | Legende vom Glück ohne Ende | 21.09.2002 | Constantia Saal                                     | Schauspiel    | 14+                | Volker Metzler                        | Stefan Wiel                                                       |                                          | |
| 2002 | Die drei kleinen Schweinchen und der Wolf                                                                                             | 22.06.2002 | Sonnehäusel im Großen Garten                        | Puppentheater | 4+                 | Dirk Neumann                          | Annette Heydenreich, P: Rainer Assing                             |                                          | |
| 2002 | Die Nächte der Schwestern Brontë | 15.06.2002 | Constantia SB                                       | Schauspiel    | 14+                | Steffen Pietsch                       |                                                                   |                                          | |
| 2002 | Soria Moria | 25.05.2002 | Constantia Saal                                     | Schauspiel    | 12+                | Volker Metzler                        |                                                                   |                                          | |
| 2002 | Spatz Fritz | 11.05.2002 | Constantia SB                                       | Schauspiel    | 6+                 |                                       |                                                                   |                                          | |
| 2002 | Kasper und die Mitternachtsschule | 11.05.2002 | Rundkino PT                                         | Puppentheater |                    |                                       |                                                                   |                                          | |
| 2002 | Frankenstein | 04.05.2002 | Rundkino PT                                         | Puppentheater | 14+                | Heiki Ikkola                          |                                                                   |                                          | |
| 2002 | Der Messias | 28.03.2002 | Constantia SB                                       | Schauspiel    | 14+                | Mike Zaka Sommerfeldt                 |                                                                   |                                          | |
| 2002 | Popcorn | 23.03.2002 | Constantia Saal                                     | Schauspiel    | 16+                | Monica Querndt                        |                                                                   |                                          | Lupo Gruicic, Rike Joeinig, Matthias Reichwald |
| 2002 | Vom Fischer und seiner Frau | 02.03.2002 | Rundkino PT                                         | Puppentheater | 6+                 | Günter Richter                        |                                                                   |                                          | |
| 2002 | Parzival - Parzival - Parzival (UA)                                                                                                   | 02.02.2002 | Constantia Treppe                                   | Schauspiel    | 14+                | Astrid Griesbach                      |                                                                   |                                          | |
| 2002 | Verliebt in Carolina Kückelmann | 31.01.2002 | Rundkino PT                                         | Puppentheater | 4+                 | Heiki Ikkola                          | Chamo                                                             | M: Sebastian Herzfeld                    | |
| 2002 | Geheime Freunde | 19.01.2002 | Constantia Saal                                     | Schauspiel    | 8+                 | Volker Metzler                        | Beate Rudnick                                                     |                                          | |
| 2001 | Schneewittchen | 01.12.2001 | Rundkino PT                                         | Puppentheater | 4+                 | Klaus Frenzel                         |                                                                   |                                          | |
| 2001 | Alegria - Fremdbildnis der Frida Kahlo (UA)                                                                                           | 22.11.2001 | Constantia SB, Treppe                               | Schauspiel    | 16+                | Eddy Sicorro                          | Stefan Wiel                                                       | M: Alejandro Leon Pellegrin              | |
| 2001 | Aladdin und die Wunderlampe (UA) | 17.11.2001 | Constantia Saal                                     | Schauspiel    | 6+                 | Stefan Wiel                           | Stefan Wiel                                                       | C: Ute Raab, M: Jörg Kandl, Bernd Sikora | |
| 2001 | Die Flucht oder was ist das - Schenkel (UA)                                                                                           | 20.10.2001 | Rundkino PT                                         | Puppentheater | 14+                | Heiki ikkola                          | Ira Hausmann                                                      |                                          | |
| 2001 | Hallo Nazi (UA) | 13.10.2001 | Constantia SB, TJG on tour                          | Schauspiel    | 15+                | Annette Straube                       | Ulrike Kunze                                                      |                                          | |
| 2000 | Die Bremer Stadtmusikanten | 25.11.2000 | Constantia Saal                                     | Schauspiel    | 6+                 | Ulla Theißen                          | Eckhard Reschat                                                   | M: Matthias Thomser                      | Matthias Manz, Morten Gensch, Rike Joeinig, Samuel Lukas Kübler, Roland Florstedt, Henriette Ehrlich, Karin Müller-Geng                                                                 |

## 1990er Jahre
| Jahr | Inszenierung                                                      | Premiere   | Ort                                            | Regie                    | Ausstattung                           | Musik Video                           | Darsteller:innen |
| ---- | ----------------------------------------------------------------- | ---------- | ---------------------------------------------- | ------------------------ | ------------------------------------- | ------------------------------------- | --- |
| 1999 | Die Liebenden in der Untergrundbahn                               | 12.07.1999 | Constantia Treppe                              | Simone Neubauer          |                                       | M: Robert Jentzsch                    | gespielt vom Jugendclub des TJG: Stephanie Schwarz, Stephan Eberlein, Hannes Florstedt, Alexander Hirl, Lisette Schürer, Claudia Kühn, Julia Arnold, Malu Schrader, Klavier: Robert Jentzsch, Saxophon: Max Teich |
| 1999 | Leonce und Lena                                                   | 10.07.1999 | Constantia Saal                                | Martin Nimz              | Holger Syrbe                          |                                       | |
| 1999 | Geschichte vom kleinen Muck                                       | 26.06.1999 | Constantia Treppe                              | Renat Safiullin          | Stefan Wiel, Annette Heydenreich      |                                       | |
| 1999 | Ferdinand - Ein Stier                                             | 24.06.1999 | Sonnenhäusel im Großen Garten                  | Heiki Ikkola             | Heiki Ikkola                          |                                       | |
| 1999 | Die vertauschten Köpfe                                            | 24.04.1999 | Rundkino PT                                    | Günter Richter           | Ella Späte, P: Christian Werdin       |                                       | |
| 1999 | Vögel im Todeskampf (UA)                                          | 17.04.1999 | Constantia Treppe                              | Gerald Gluth             | Stefan Wiel                           |                                       | Sascha Gluth, Babette Kuschel |
| 1999 | Wo ist das Glück                                                  | 10.04.1999 | Constantia SB, Schule                          | Renat Safiullin          | Manuela Langer                        | Dirk Hessel                           | |
| 1999 | Nach Hause III: Moonbath                                          | 27.03.1999 | Constantia Saal                                | Klaus Noack              | B: Klaus Noack, K: Ulrike Kunze       | Björk ME: Bernd Sikora                | Kati Grasse |
| 1999 | Nach Hause II: Domoi                                              | 27.03.1999 | Constantia Saal                                | Klaus Noack              | B: Klaus Noack, K: Ulrike Kunze       |                                       | |
| 1999 | Vom dicken Schwein, das dünn werden wollte                        | 06.03.1999 | Rundkino PT                                    | Horst-Jochim Lonius      | Ella Späte                            |                                       | |
| 1999 | Ein Musterknabe                                                   | 23.02.1999 | Constantia SB                                  | Stefan Wiel              |                                       |                                       | |
| 1999 | Nach Hause I: Schlaraffenzeit                                     | 23.01.1999 | Constantia Saal                                | Klaus Noack              | Klaus Noack                           |                                       | |
| 1999 | Die Sache mit der Angst                                           | 23.01.1999 | Rundkino PT                                    | Thomas Dannemann         | Maja Rohwetter                        |                                       | |
| 1999 | Sonne Mond Erde                                                   | 16.01.1999 | Rundkino PT                                    | Gerd Knappe              | Ella Späte                            |                                       | |
| 1998 | Die Geschichte vom Prinzen Rama                                   | 28.11.1998 | Constantia Saal                                | Gerald Gluth             | Stefan Wiel                           |                                       | |
| 1998 | Findelkind                                                        | 14.11.1998 | Rundkino PT                                    | Horst-Joachim Lonius     | Ella Späte                            |                                       | |
| 1998 | Mercedes                                                          | 24.10.1998 | Constantia SB                                  | Michael Thalheimer       | Michael Thalheimer                    |                                       | Susan Weilandt, Stefan Thiel |
| 1998 | Drei Schwestern                                                   | 26.09.1998 | Constantia Saal                                | Gerald Gluth             | Olaf Altmann                          |                                       | |
| 1998 | Die Gänsehirtin am Brunnen                                        | 20.09.1998 | Rundkino PT                                    | Waltraut DIeßner         | Waltraut Dießner, Katharina Randel    |                                       | |
| 1998 | Ein Sommernachtstraum                                             | 19.09.1998 | Rundkino PT                                    | Horst-Joachim Lonius     | Ines Hertel                           |                                       | |
| 1998 | Klein Zaches genannt Zinnober                                     | 18.09.1998 | Rundkino PT                                    | Therese Thomaschke       | Ella Späte                            |                                       | |
| 1998 | Die unglaubliche Reise um die Erde in 80 Tagen                    | 27.06.1998 | Sonnenhäusel im Großen Garten                  | Siegmar Körner           | Annette Heydenreich, Ella Späte       |                                       | |
| 1998 | Maskerade                                                         | 12.06.1998 | Stallhof Dresden                               | Horst Ruprecht           | Beate Zoff                            |                                       | Kati Grasse, Roland Florstedt |
| 1998 | Pu, der Bär                                                       | 30.05.1998 | Sonnenhäusel im Großen Garten                  | Eddy Sicorro             | Stefan Wiel                           |                                       | |
| 1998 | Krötenaquarium                                                    | 16.05.1998 | Constantia Saal                                | Klaus Noack              | Klaus Noack                           |                                       | |
| 1998 | Rechtschreibung nach Brockhaus (DE)                               | 28.03.1998 | Constantia Treppe                              | Axel Richter             | Stefan Wiel                           |                                       | |
| 1998 | Auf der Suche nach Odysseus (DE)                                  | 14.03.1998 | Constantia Saal                                | Gerald Gluth             | Stefan Wiel                           |                                       | Kati Grasse, Jörn Henschel, Sascha Gluth |
| 1998 | Der kleine Prinz                                                  | 07.03.1998 | PT                                             | Peter Koppatsch          | Kerstin Schmidt                       |                                       | |
| 1998 | Autsch - Das Leben ist schön!                                     | 21.02.1998 | Constantia Saal                                | Jan Jochymski            | Annette Heydenreich                   | ML: Jörg Kandl                        | |
| 1998 | Wer hat meinen kleinen Jungen gesehen                             | 28.02.1998 | Constantia Treppe                              | Mike Zaka-Sommerfeldt    | Matthias Runge                        |                                       | |
| 1998 | Der Drachentöter                                                  | 07.02.1998 | PT                                             | Cordula Nossek           | Sibylle Waldhausen                    |                                       | |
| 1998 | ... und gestern war ich 14 - Mirad, ein Junge aus Bosnien, Teil 2 | 17.01.1998 | Constantia SB                                  | Jan Jochymski            | Annette Heydenreich                   |                                       | |
| 1997 | Die Weihnachtsgans Auguste                                        | 06.12.1997 | PT                                             | Klaus Frenzel            | Klaus Frenzel                         |                                       | |
| 1997 | Die goldene Feder                                                 | 29.11.1997 | Constantia Saal                                | Axel Richter             | Stefan Wiel                           |                                       | Sascha Gluth, Walter Nickel, Roland Florstedt |
| 1997 | König Hirsch                                                      | 22.11.1997 | PT                                             | Waltraut Dießner         | Anja Laterne                          |                                       | |
| 1997 | Baumeister Solness                                                | 15.11.1997 | Constantia SB                                  | Gerald Gluth             | Stefan Wiel                           |                                       | Olaf Burmeister |
| 1997 | Die sieben Raben                                                  | 31.10.1997 | PT                                             | Matthias Friedrich       | Claudia Naumann                       |                                       | |
| 1997 | Das ertrunkene Land                                               | 11.10.1997 | Constantia SB                                  | Catharina Fillers        | Lukas Noll                            |                                       | |
| 1997 | Der Wettlauf zwischen dem Hasen und dem Igel                      | 17.09.1997 | PT                                             | Frank Engel              | Frank Engel                           |                                       | |
| 1997 | Der herzlose Riese                                                | 16.08.1997 | PT                                             | Klaus Frenzel            | Klaus Frenzel                         |                                       | |
| 1997 | David und Diego                                                   | 13.07.1997 | Constantia SB                                  | Eddy Sicorro             | Stefan Wiel                           |                                       | Alexander Hetterle |
| 1997 | Erpressung - Liebe Jelena Sergejewna                              | 05.07.1997 | Constantia Saal                                | Renat Safiullin          | Stefan Wiel                           |                                       | Kati Grasse |
| 1997 | Till Eulenspiegel                                                 | 21.06.1997 | Stallhof Dresden                               | Gerald Gluth             | Stefan Wiel                           |                                       | Stefan Thiel, Mandy Fabian |
| 1997 | Linie 1                                                           | 12.04.1997 | Constantia Saal                                | Gerald Gluth             | Martin Fischer                        | ML: Matthias Thomser                  | |
| 1997 | Das Mädchen Kiesel und der Hund                                   | 15.03.1997 | Constantia Treppe                              | Eddy Sicorro             | Stefan Wiel                           |                                       | |
| 1997 | Der blaue Vogel                                                   | 25.01.1997 | Constantia Saal                                | Axel Richter             | Ulrike Kunze                          | M: Matthias Thomser                   | Tom Wlaschiha, Katja Langnäse, Karin Müller-Geng, Roland Florstedt, Dirk Hempel, Alexander Hetterle, Stephan Thiel, Brigitte Wähner, Renat Sifiullin, Walter Nickel, Angela Schlabinger, Babette Kuschel, Harald Schanze, Katja Rogner, Ruth Krause |
| 1996 | Griseldis / Blutwurst                                             | 30.11.1996 | Märchenzauberzelt                              | Axel Richter             | Ulrike Kunze                          |                                       | |
| 1996 | Josephine im Dunkeln                                              | 30.11.1996 | Märchenzauberzelt                              | Thomas Roth              | Ulrike Kunze                          |                                       | |
| 1996 | Bluthochzeit                                                      | 16.11.1996 | Constantia Saal                                | Gerald Gluth             | Stefan Wiel                           |                                       | |
| 1996 | Gestrandet - Chansons am Ufer der Nacht                           | 06.09.1996 | Constantia Treppe                              |                          |                                       | ML: Christoph Müller                  | |
| 1996 | Rattenjagd                                                        | 15.06.1996 | Constantia SB                                  | Arne Retzlaff            | Jens Büttner                          |                                       | Sylvia Wolff, Thomas Eisen |
| 1996 | Kokori                                                            | 08.06.1996 | Constantia Saal                                | Matthias Nagatis         | Monika Ringat                         | M: Jörg Kandl                         | Kati Grasse, Stephan Thiel, Karin Müller-Geng, Harald Schanze, Brigitte Wähner, Walter Nickel, Hans-Jürgen Rudolph, Roland Florstedt, Babette Kuschel |
| 1996 | Die Räuber                                                        | 20.04.1996 | Constantia Saal                                | Gerald Gluth             | Stefan Wiel                           |                                       | Harald Schanze, Ralph Martin, Thomas Eisen, Babette Kuschel, Angela Schlabinger, Stephan Thiel, Alexander Hetterle, Sascha Gluth |
| 1996 | Rote Schuhe                                                       | 11.04.1996 | Constantia SB                                  | Eddy Sicorro             | Stefan Wiel                           |                                       | |
| 1996 | Kindertransport                                                   | 10.02.1996 | Constantia Treppe                              | Gerald Gluth             | Stefan Wiel                           |                                       | |
| 1996 | Armer Ritter                                                      | 03.02.1996 | Constantia Saal                                | Hella Müller             | Iris Damer                            |                                       | |
| 1995 | Der Drache                                                        | 25.11.1995 | Constantia Saal                                | Arne Retzlaff            | Stefan Wiel                           |                                       | Norman Schenk, Carsten Linke, Harald Schanze, Ralph Martin, Hans-Jürgen Rudolph, Kati Grasse, Walter Nickel, Thomas Eisen, Dirk Hempel, Peter Trillhose-Splitt, Alexander Hetterle, Angela Schlabinger, Brigitte Wähner, Babette Kuschel, Renat Safiullin, Karin Müller-Geng |
| 1995 | Gut gemuht, Uhu - Jandln für Kinder                               | 05.10.1995 | Constantia SB, Constantia Treppe               | Frank Schubert           | Silke Führich                         | M: Bertram Quosdorf                   | Frank Schubert, Sylvia Wolff, Katja Langnäse, Roland Florstedt |
| 1995 | Die Schleuder                                                     | 30.09.1995 | Constantia Treppe                              | Renat Safiullin          | Jaqueline Peevski                     |                                       | |
| 1995 | Der widerspenstigen Zähmung                                       | 02.07.1995 | Japanisches Palais, Stallhof Dresden           | Arne Retzlaff            | Heike Arndt                           |                                       | |
| 1995 | Der Teufel Bekkanko (DE)                                          | 17.06.1995 | Constantia Saal                                | Gerald Gluth             | Stefan Wiel                           |                                       | Norman Schenk, Dirk Hempel, Harald Schanze, Katja Langnäse |
| 1995 | Die drei Spechtkinder                                             | 07.05.1995 | Märchenzauberzelt                              | Eddy Sicorro             | Stefan Wiel                           |                                       | |
| 1995 | Volltreffer                                                       | 29.04.1995 | Constantia Saal                                | Günter Jankowiak         | Maria Urban                           | M: Matthias Thomser                   | Angela Schlabinger, Ralph Martin, Kati Grasse, Jörg Simmat (Tom Wlaschiha), Band: Tim Hahn, Georg Hammer, Matthias Thomser, Jörg Kandl |
| 1995 | Der 35. Mai                                                       | 31.03.1995 | Klassenzimmer                                  | Stephan Spiess           |                                       |                                       | |
| 1995 | Nora - Ein Puppenheim                                             | 10.03.1995 | Constantia Saal                                | Arne Retzlaff            | Stefan Wiel                           | C: Reiner Feistel                     | Sylvia Wolff, Lars Jung, Jörg Simmat, Babette Kuschel, Alexander Hetterle, Karin Müller-Geng |
| 1995 | Darüber spricht man nicht                                         | 04.03.1995 | Constantia SB, Constantia Treppe               | Renat Safilullin         | Ulrike Wicht                          |                                       | |
| 1995 | Krankheit der Jugend                                              | 07.01.1995 | Constantia SB                                  | Gerald Gluth             | Stefan Wiel                           | ML: Matthias Thomser                  | Sylvia fWolf, Susann Uge, Babette Kuschel, Frank Panhans, Ralph Martin, Kati Grasse, Jörg Simmat |
| 1995 | David und Lisa                                                    | 07.01.1995 | Constantia SB                                  | Gerald Gluth             | Stefan Wiel                           |                                       | |
| 1994 | Ronja Räubertochter                                               | 26.11.1994 | Constantia Saal                                | Arne Retzlaff            | Stefan Wiel                           |                                       | |
| 1994 | Mirad - ein Junge aus Bosnien, Teil 1                             | 30.09.1994 | Klassenzimmer, Constantia SB                   | Karen Fischer            |                                       |                                       | |
| 1994 | Ich bin Aschenputtel                                              | 24.09.1994 | Constantia Treppe                              | Hella Müller             | Dieter Ruhland/Ulrike Kunze           | M: Jörg Kandl                         | Sylvia Wolff, Ursula Geyer-Hopfe (Karin Müller-Geng), Dirk Hempel, Katja Langnäse, Sabine Liebisch, Jörg Kandl |
| 1994 | Der Sauwetterwind                                                 | 26.05.1994 | Constantia Saal                                | Gerald Gluth             | Stefan Wiel                           |                                       | |
| 1994 | Woyzeck                                                           | 06.05.1994 | Constantia Treppe                              | Hubert Habig             | Dieter Ruhland                        |                                       | |
| 1994 | Ghetto                                                            | 12.03.1994 | Constantia Saal                                | Arne Retzlaff            | Heike Arndt                           | ML: Christoph Müller                  | Dirk Hempel, Renat Saffiullin, Carsten Linke, Roland Florstedt, Norman Schenk, Thomas Eisen, |
| 1994 | Tränende Herzen / das letzte Band                                 | 14.01.1994 | Constantia SB                                  | Tom Quaas                |                                       |                                       | |
| 1994 | Die Machtprobe                                                    | 08.01.1994 | Constantia Saal, Schule                        | Rita Schaller            | Heike Herzog                          |                                       | |
| 1993 | Der blaue Vogel                                                   | 18.12.1993 | Constantia SB im Märchenzauberzelt             | Gerald Gluth             | Gerald Gluth                          |                                       | |
| 1993 | Pünktchen und Anton                                               | 02.12.1993 | Constantia Saal                                | Klaus-Peter Fischer      | Dieter Ruhland                        |                                       | |
| 1993 | Ich Deutschland, ein Wintermärchen                                | 27.11.1993 | Constantia Treppe                              | Arne Retzlaff            | Jens Büttner                          |                                       | |
| 1993 | Wiener Blut                                                       | 30.10.1993 | Constantia Treppe                              | Thomas Eisen             |                                       |                                       | |
| 1993 | Die Ballade von Garuma                                            | 02.10.1993 | Constantia Saal                                | Gerald Gluth             | Ella Späte                            |                                       | |
| 1993 | Kleiner August                                                    | 18.09.1993 | Constantia SB                                  | Arne Retzlaff            | Heike Arndt                           |                                       | |
| 1993 | Weisse Ehe                                                        | 12.06.1993 | Constantia Saal                                | Gerald Gluth             | Stefan Wiel                           |                                       | |
| 1993 | Sturm und Wurm                                                    | 09.05.1993 | Theaterzug                                     | Klaus-Peter Fischer      |                                       |                                       | |
| 1993 | Es war die Lerche                                                 | 01.05.1993 | Constantia Treppe                              | Arne Retzlaff            | Dieter Ruhland                        |                                       | Carsten Linke, Tom Quaas, Babette Kuschel, |
| 1993 | West Side Sory                                                    | 12.03.1993 | Constantia Saal                                | János Mrsán              | Ella Späte                            | ML: Michael Fuchs, C: Eva Reinthaller | Carsten Linke, Roland Florstedt, Clemens Tiburtius, Peter Trillhose-Splitt, Thomas Eisen, Norman Schenk, Ralph Martin, Enrico Wende, Sabine Liebisch, Claudia Schmutzler, Anett Putz, Elke Griger, Sabine Meyer, Tom Quaas, Renat Safiullin, Dirk Hempel, Ared Hubert, Frank Panhans, Jörg Simmat, Kati Grasse, Babette Kuschel, Sylvia Wolff, Marion Berthold, Kora Rohr, Katja Langnäse, Hans-Jürgen Rudolph, Walter Nickel, Harald Schanze, Ursula Geyer-Hopfe, Michael-Fuchs-Band: Michael Fuchs, Jürgen Heinrich, Burghard Hähne, Roger Goldberg, Andreas Leuschner, Volkmar Hoff, Joachim Hesse |
| 1993 | Das Nest                                                          | 08.01.1993 | Constantia SB                                  | Rita Schaller            | Katharina Lewonig                     |                                       | |
| 1992 | Stürmische Zeiten                                                 | 29.11.1992 | Constantia Treppe                              | Ariane Gaffron           | Silke Führich                         |                                       | |
| 1992 | Der Sturm                                                         | 28.11.1992 | Constantia Saal                                | Arne Retzlaff            | Dieter Ruhland                        |                                       | |
| 1992 | Wie fange ich einen Vogel                                         | 31.10.1992 | Constantia SB                                  | Gerald Gluth             | Ella Späte                            | M: Matthias Thomser                   | Kati Grasse, Matthias Thomser, Peter Fiebig |
| 1992 | Adlon und Brod (UA)                                               | 23.09.1992 | Theaterzug                                     | Klaus-Peter Fischer      | Dieter Ruhland                        |                                       | |
| 1992 | Schneewittchen (UA)                                               | 19.09.1992 | Constantia Saal                                | Hans-Otto Reintsch       | Robert Wendel                         |                                       | |
| 1992 | Hier anfassen ...                                                 | 14.06.1991 | Constantia Treppe                              | Rita Schaller            | Dieter Ruhland                        |                                       | |
| 1992 | Die Streiche des Scapin                                           | 13.06.1992 | Parktheater im Großen Garten, Stallhof Dresden | Roland May               | Ulrike Kunze                          |                                       | |
| 1992 | Medea                                                             | 28.03.1992 | Constantia Saal                                | Arne Retzlaff            | Heike Arndt                           |                                       | |
| 1992 | Medeas Kinder                                                     | 28.03.1992 | Constantia Saal                                | Michael Mandel           | Dieter Ruhland                        |                                       | |
| 1992 | ... wenn wir fallen, schreien wir ...                             | 28.03.1992 | Constantia Treppe, Constantia Foyer            | Klaus-Peter Fischer      | Dieter Ruhland                        |                                       | |
| 1991 | Draussen wo die Kälte wohnt                                       | 01.12.1991 | Constantia Treppe                              |                          |                                       | ML: Christoph Müller                  | |
| 1991 | Die Schneekönigin                                                 | 23.11.1991 | Constantia Saal                                | Gertrude Schareck        | B: Dieter Ruhland, K: Dagmar Melchers |                                       | |
| 1991 | Mohammed                                                          | 24.10.1991 | Klassenzimmer, Constantia SB                   | Klaus-Peter Fischer      | Heike Arndt                           |                                       | |
| 1991 | Die Geiselnahme                                                   | 24.10.1991 | Turnhalle, Constantia SB                       | Arne Retzlaff            | Heike Arndt                           |                                       | |
| 1991 | Himmel Erde Luft und Meer                                         | 15.06.1991 | Arne Retzlaff                                  | Dieter Ruhland           |                                       |                                       | |
| 1991 | Holleri Di Dudl Jö                                                | 20.05.1991 | Constantia Treppe                              | Ursula Geyer-Hopfe       |                                       |                                       | |
| 1991 | Mama hat den besten Shit                                          | 04.05.1991 | Constantia Treppe                              | Michael Funke            | Dieter Ruhland                        |                                       | |
| 1991 | Eine Nacht im Februar                                             | 04.05.1991 | Constantia SB                                  | Klaus-Peter Fischer      | Sabine Fiedler                        |                                       | |
| 1991 | Lieblieb                                                          | 13.03.1991 | Constantia Treppe                              | Arne Retzlaff            | Heike Arndt                           |                                       | |
| 1990 | Steig nicht herab Kind von dem Altar                              | 14.12.1990 | Constantia Treppe                              |                          |                                       | ML: Christoph Müller                  | |
| 1990 | Der Messias                                                       |            |                                                | Manuel Schöbel           | Dieter Ruhland                        |                                       | |
| 1990 | Der Junge im Bus                                                  | 03.11.1990 | Theaterbus, Klassenzimmer                      | Klaus-Peter Fischer      | Dieter Ruhland                        |                                       | |
| 1990 | Heile, heile Segen                                                | 27.10.1990 | Constantia Saal                                | Thomas Ecke              | Katharina Lewonig                     |                                       | |
| 1990 | Märchen vom guten Wolf (UA)                                       | 07.07.1990 | Constantia Saal                                | Michael Funke            | Ulrike Schlafmann                     |                                       | |
| 1990 | Kikerikiste                                                       | 23.06.1990 | Parktheater im Großen Garten                   | Roland May               | Dieter Ruhland                        |                                       | |
| 1990 | Manchmal bin ich so ...                                           | 05.05.1990 | Constantia SB                                  | Jörg Berger, Thomas Ecke |                                       |                                       | |
| 1990 | Ein Sommernachtstraum                                             | 21.04.1990 | Constantia Saal                                | Michael Funke            | Dieter Ruhland                        | M: Thomes Kupsch                      | Carsten Linke, Hans-Jürgen Rudolph, Walter Nickel, Babette Kuschel, Lusako Karonga, Christian Herzmann, Michaela Gründel, Sylvia Wolff, Jürgen Lingmann, Sabine Liebisch, Thomas Ecke, Karin Müller-Geng, Christoph Müller, Andrea Thelemann, Tanja Wackwitz, Roland Kache, Harald Schanze, Holger Teßmann, Peter Trillhose-Splitt, Ralf Anolleck, Ralf Roßmann |
| 1990 | Beim Aufräumen                                                    | 10.03.1990 | Constantia SB                                  | Manuel Schöbel           | Carl Mathias Wieder                   |                                       | |

## 1980er Jahre
| Jahr | Inszenierung                                           | Premiere   | Ort                            | Regie                                                    | Ausstattung                             | Musik Video                                                 | Darsteller:innen |
| ---- | ------------------------------------------------------ | ---------- | ------------------------------ | -------------------------------------------------------- | --------------------------------------- | ----------------------------------------------------------- | --- |
| 1989 | Mamapapa (UA)                                          | 02.12.1989 | Constantia Saal                | Jürgen Lingmann                                          | Katharina Lewonig                       |                                                             | |
| 1989 | Lulatsch will aber                                     | 25.11.1989 | Constantia SB, Klassenzimmer   | Klaus-Peter Fischer                                      | Dieter Ruhland                          |                                                             | |
| 1989 | Höchste Zeit für Regentrude (UA)                       | 13.10.1989 | Constantia Saal                | Volkmar Otte                                             | Heike Arndt                             |                                                             | Sabine Liebisch, Thomas Ecke, Ursula Geyer-Hopfe, Karin Müller-Geng |
| 1989 | FLUCH der verhungernden Klasse (DDR-EA)                | 01.07.1989 | Constantia Treppe              | Helfried Schöbel                                         | Bernhard Schwarz                        | M: Karl-Heinz Saleh                                         | Jürgen Lingmann, Brigitte Wähner, Peter Trillhose-Splitt, Sylvia Wolff, Carsten Linke, Roland Kache, Ernst Dollwetzel / Lusako Karonga, Walter Nickel, Christian Herzmann |
| 1989 | Was heisst hier Liebe                                  | 16.06.1989 | Constantia Saal                | Klaus-Peter Fischer, Manuel Schöbel                      | Katharina Lewonig                       | ML: Christoph Müller, Dietrich Zöllner, C: Wolfgang Dreßler | Michaela Gründel, Thomas Ecke, Babette Kuschel, Sabine Liebisch, Holger Teßmann, Lusako Karonga, Reinhard Schulz, Christoph Bellmann, Dietrich Zöllner, Thomas Hahn, Christoph Müller |
| 1989 | Boykott (DDR-EA)                                       | 08.04.1989 | Constantia Saal                | Michael Funke                                            | Jaqueline Peevski                       | M: Karl-Heinz Saleh, Jörg Naßler, C: Wolfgang Dreßler       | Sylvia Wolff, Christian Herzmann, Michaela Gründel, Peter Trillhose-Splitt, Thomas Ecke, Andre Vetters (Ralf Anolleck), Babette Kuschel, Holger Teßmann, Ralf Roßmann, Walter Nickel, Karin Müller-Geng, Marina Waligora (Brigitte Wähner), Jürgen Lingmann                                          |
| 1989 | Die Unterrichtsstunde (DDR-EA)                         | 09.02.1989 | Constantia Treppe              | Arne Retzlaff                                            | Heike Arndt                             |                                                             | Jürgen Lingmann, Sylvia Wolff, Babette Kuschel |
| 1989 | Das kleine wilde Tier                                  | 04.02.1989 | Constantia Saal                | Manuel Schöbel                                           | Sabine Fiedler                          |                                                             | |
| 1988 | Philotas                                               | 15.12.1988 | Constantia SB                  | Thomas Ecke                                              |                                         |                                                             | |
| 1988 | Argonauten vor Iolkos (UA)                             | 02.12.1988 | Constantia Saal                | Michael Funke                                            | Jakoba Kracht                           | M: Manfred Mammitzsch                                       | Simone Thomalla, Carsten Linke, Jürgen Lingmann |
| 1988 | Die Geschichte vom Baum (DDR-EA)                       | 29.10.1988 | Constantia SB                  | Harald Vallgarda                                         | Irini Hadjikypri                        |                                                             | |
| 1988 | Dussel und Schussel (DDR-EA)                           | 23.10.1988 | Constantia SB, Klassenzimmer   | Klaus-Peter Fischer                                      | Rainer Pilaczek                         |                                                             | Carsten Linke, Holger Tessmann |
| 1988 | Greife wacker nach der Sünde ...                       | 22.09.1988 | Constantia Treppe              | Thomas Ecke                                              |                                         |                                                             | |
| 1988 | Frühlings Erwachen                                     | 29.06.1988 | Constantia Saal                | Michael Funke                                            | Irini Hadjikypri                        | M: Dietmar Staskowiak, Karl-Heinz Saleh                     | Simone Thomalla, Michael Gründel, Babette Kuschel, Sylvia Wolff, Andre Vetters, Thomes Ecke, Peter Trillhose-Splitt, Ralf Roßmann, Ernst Dollwetzel, Carsten Linke, Klaus-Peter Fischer, Hans-Jürgen Rudolph                                                                                         |
| 1988 | Wartung eines Landes                                   | 21.04.1988 | Constantia SB                  |                                                          |                                         |                                                             | |
| 1988 | Zwei Verlorene in einer schmutzigen Nacht              | 07.04.1988 | Constantia SB                  | Manuel Schöbel                                           |                                         |                                                             | |
| 1988 | Scharf überwachte Züge                                 | 30.03.1988 | Constantia Treppe              | Pavel Palous                                             | Marta Roszkopova                        |                                                             | |
| 1988 | Prozess gegen Herakles oder das siebte Fach (UA)       | 14.02.1988 | Constantia Saal                | Erika Westphal                                           | Rainer Pilaczek                         |                                                             | |
| 1987 | Die Zauberflöte                                        | 03.12.1987 | Constantia Saal                | Renate-Louise Frost                                      | Juan Hernando-León                      | ML: Dietmar Staskowiak, M: Andreas Hartwig                  | Brigitte Wähner, Wener Ziebig, Babette Kuschel, Ernst Dollwetzel, Simone Thomalla, Karin Müller-Geng, Peter Trillhose-Splitt, Harald Schanze, Ralf Roßmann, Holger Teßmann, Ursula Geyer-Hopfe, Heide Köhler                                                                                         |
| 1987 | Max und Milli (DDR-EA)                                 | 11.10.1987 | Constantia SB                  | Klaus-Peter Fischer, Manuel Schöbel                      | Viola Schöpe (HfbK)                     | M: Birgit Heymann                                           | Holger Teßmann, Sabine Liebisch, Peter Trillhose-Splitt, Michaela Gründel, Marina Waligora, Carsten Linke |
| 1987 | Kabale und Liebe                                       | 12.09.1987 | Constantia Treppe              | Michael Funke                                            | Rainer Pilaczek                         |                                                             | Simone Thomalla, André Vetters |
| 1987 | Hickhack (UA)                                          | 18.06.1987 | Palaistheater im Großen Garten | Volkmar Otte                                             | Volkmar Otte                            |                                                             | |
| 1987 | Ragazza (DDR-EA)                                       | 16.04.1987 | Constantia Saal                | Renate-Louise Frost                                      | Rainer Pilaczek                         |                                                             | |
| 1987 | Der Frischling                                         | 25.03.1987 | Constantia Treppe              | Werner Ziebig                                            |                                         |                                                             | |
| 1987 | Prinz Tausendfuss (UA)                                 | 07.02.1987 | Constantia Saal                | Helfried Schöbel                                         | Angelika Röhl                           |                                                             | |
| 1986 | Held der westlichen Welt                               | 29.11.1986 | Constantia Treppe              | Renate-Louise Frost                                      | Rainer Pilaczek                         | M: Dieter Staskowiak, C: Günter Buch                        | Peter Trillhose-Splitt, Harald Schanze, Walter Nickel, Marianne Schwienke-Langner, Werner Ziebig, Michael Heuser, Roland Kache, Gertie Eichler, Karin Müller-Geng, Heike Thiem, Brigitte Wähner, Andrea Fleck, Andy Schmidt, Swen Wagner, Winfreid Zimmermann                                        |
| 1986 | Hamlet-Projekt: Hamlet                                 | 13.09.1986 | Constantia Saal                | Axel Richter                                             | Ulrike Kunze                            | M: Karl-Heinz Saleh, Dietmar Staskowiak                     | Roland Kache, Harald Schanze, Michael Heuser, Sabine Przewloka / Heike Thiem, Werner Ziebig, Ernst Dollwetzel, Kirsten Block / Claudia Maria Meyer, Karin Müller-Geng, Uwe Rohbeck, Jürgen Lingmann, Holger Teßmann, Walter Nickel, Hans-Jürgen Rudolph, Peter Trillhose-Splitt, Klaus-Peter Fischer |
| 1986 | Hamlet-Projekt: Der kleine Prinz von Dänemark (DDR-EA) | 13.09.1986 | Constantia Saal                | Renate-Louise Frost                                      | Ulrike Kunze                            | P: Steffen Reck, M: Dietmar Staskowiak, Karl-Heinz Saleh    | Peter Trillhose-Splitt, Heike Thiem, Werner Ziebig, Walter Nickel, Hans-Jürgen Rudolph, Harald Schanze, Uwe Rohbeck, Holger Teßmann, Matthias Härtig, Manfred Stock |
| 1986 | Flügelschläge (UA)                                     | 21.03.1986 | Constantia Saal                | Matthias Härtig                                          | Rainer Pilaczek                         |                                                             | Claudia Maria Meyer |
| 1985 | Pinocchio                                              | 30.11.1985 | Constantia Saal                | Renate-Louise Frost                                      | Rainer Pilaczek                         |                                                             | |
| 1985 | Weitere Aussichten                                     | 02.11.1985 | Constantia Treppe              | Renate-Louise Frost                                      |                                         |                                                             | |
| 1985 | Spiel vom tapferen Schneiderlein (UA)                  | 21.09.1985 | Constantia Treppe              | Günter Jeschonnek, Volkmar Otte                          | Christine Wächter                       |                                                             | |
| 1985 | Aus dem Leben eines Tauglichen (UA)                    | 15.06.1985 | Constantia Saal                | Wilfried Weschke                                         | Dieter Ruhland                          |                                                             | Michael Heuser, Holger Richter, Marianne Schwienke-Langner, Ernst Dollwetzel, Claudia Maria Meyer, Karin Müller-Geng, Hans-Jürgen Rudolph |
| 1985 | Die lange, lange Straße                                | 31.03.1985 | Constantia Treppe              | Klaus-Peter Fischer, Günter Jeschonnek, Wilfried Weschke | Christine Wächter                       |                                                             | |
| 1985 | Und sie bewegt sich doch (DDR-EA)                      | 23.03.1985 | Constantia Saal                | Renate-Louise Frost                                      | Detlef Pilz                             |                                                             | |
| 1984 | Das Rübchen                                            | 01.12.1984 | Constantia Saal                | Ursula Geyer-Hopfe                                       | B: Christine Wächter, K: Dieter Ruhland |                                                             | Walter Nickel, Hans-Jürgen Rudolph, Werner Ziebig, Karin Müller-Geng, Marianne Schwienke-Langner, Eva Simon, Ernst Dollwetzel |
| 1984 | Shakespeare dringend gesucht                           | 13.10.1984 | Constantia Treppe              | Helfried Schöbel                                         | Dieter Ruhland                          |                                                             | |
| 1984 | Arenia, Hurra! (UA)                                    | 04.07.1984 | Palaistheater im Großen Garten | Matthias Härtig                                          | Christine Wächter                       |                                                             | |
| 1984 | Turandot, Prinzessin von China                         | 16.06.1984 | Constantia Saal                | Wilfried Weschke                                         | Christine Wächter                       | M: Reinhard Muche                                           | Hans-Jürgen Rudolph, Margit Meller, Brigitte Wähner, Marina Waligora, Werner Ziebig, Michael Heuser |
| 1984 | KINDER. Ein Kindermärchen von Peter Hacks              | 01.04.1984 | Constantia Saal                | Helfried Schöbel                                         | Dieter Ruhland                          |                                                             | Eva Simon, Michael Heuser, Roland Kache, Wilfried Weschke, Heike Thiem, Karl-Heinz Rosemann, Ursula Geyer-Hopfe, Karin Müller-Geng, Silke Klan, Sabine Przewloka, Marina Waligora, Ernst Dollwetzel, Matthias Härtig, Holger Richter                                                                 |
| 1984 | Timmi                                                  | 15.01.1984 | Constantia Saal                | Lutz Graf                                                | Christine Wächter                       |                                                             | |
| 1983 | Der nackte König von Jewgeni Schwarz                   | 29.10.1983 | Constantia Saal                | Jochen Kretschmer, Wilfried Weschke                      | Dieter Ruhland                          | M: Eckehardt Mayer                                          | Matthias Härtig, Silke Klan, Ernst Dollwetzel, Holger Richter, Gertie Eichler, Michael Heuser, Heike Thiem, Jörg Reimann, Roland Kache, Hans Kopprasch |
| 1983 | Frau Holle                                             | 11.06.1983 | Constantia Saal                | Wilfried Weschke                                         | Ulrike Kunze                            |                                                             | |
| 1983 | Der Abendkranich                                       | 12.05.1983 | Constantia Treppe              | Lutz Graf                                                | Dieter Ruhland                          |                                                             | |
| 1983 | Nichts Menschliches ist mir fremd                      | 22.04.1983 | Constantia Treppe              | Matthias Härtig                                          |                                         |                                                             | |
| 1983 | Mutter Courage und ihre Kinder                         | 24.03.1983 | Constantia Saal                | Ekkehard Dennewitz                                       | Dieter Ruhland                          |                                                             | |
| 1982 | Hab mein Wage vollgelade ...                           | 31.12.1982 |                                |                                                          |                                         | ML: Matthias Härtig                                         | |
| 1982 | Die feuerrote Blume                                    | 27.11.1982 | Constantia Saal                | Lutz Graf                                                | B: Dieter Ruhland, K: Waltraut Lindner  |                                                             | |
| 1982 | Das unmusikalische Räuberlein (UA) - Schülerkonzert    | 15.11.1982 | Constantia Saal                | Ursula Geyer-Hopfe                                       |                                         | ML: Günter Hörig, Text: Thomas Rosenlöcher                  | Karin Müller-Geng, Peter Trillhose-Splitt |
| 1982 | Romeo und Julia                                        | 01.07.1982 | Constantia Saal                | Axel Richter                                             | B: Friederike May, K: Ulrike Kunze      | M: Rainer Böhm                                              | Walter Nickel, Ernst Dollwetzel, Hans-Jürgen Rudolph, Karin Müller-Geng, Michael Heuser (Andre Vetters), Matthias Härtig, Marina Waligora, Werner Ziebig, Karl-Heinz Rosemann, Brigitte Wähner, Sylvia Wolff, Roland Kache, Monika Hildebrand, Holger Richter, Harald Schanze, Carsten Linke         |
| 1982 | Der Stolperhahn                                        | 03.05.1982 | Parktheater im Großen Garten   | Wilfried Weschke                                         | Friederike May                          |                                                             | |
| 1982 | Maria, die Siebenschläferin (UA)                       | 27.03.1982 | Constantia Treppe              | Helfried Schöbel                                         | Jens Büttner                            |                                                             | |
| 1982 | Till Eulenspiegel (UA)                                 | 14.02.1982 | Constantia Saal                | Lutz Graf                                                | Friederike May                          |                                                             | |
| 1981 | Da leben Leute (DDR-EA)                                | 27.11.1981 | Constantia Treppe              | Lutz Graf                                                | Friederike May                          |                                                             | |
| 1981 | Das Tagebuch der Anne Frank                            | 21.11.1981 | Constantia Saal                | Wilfried Weschke, Jochen Kretzschmer                     | Heinz-Dieter Ruhland                    |                                                             | Walter Nickel, Karin Müller-Geng, Michaela Gründel / Marina Waligora, Sylvia Wolff, Roland Kache, Brigitte Wähner, Peter Trillhose-Splitt, Hans-Jürgen Rudolph, Babette Kuschel, Werner Ziebig |
| 1981 | Die Bremer Stadtmusikanten (UA)                        | 27.06.1981 | Constantia Saal                | Lutz Günther                                             | Dieter Ruhland                          |                                                             | |
| 1981 | Kümmert euch um Malchow                                | 04.05.1981 | Constantia Saal                | Axel Richter                                             | Christine Sörgel                        |                                                             | |
| 1981 | Blitzdonnerschock - Ein Stock (UA)                     | 31.01.1981 | Constantia Treppe              | Ralf Herzog / Thomas Rosenlöcher                         | Dieter Ruhland                          |                                                             | |
| 1980 | Das tapfere Schneiderlein                              | 06.12.1980 | Constantia Saal                | Reiner Handrich                                          | Christine Sörgel                        |                                                             | |
| 1980 | Der Aschenstocherer oder Kopf ist das Beste            | 18.10.1980 | Constantia Saal                | Lutz Günther                                             | Dieter Ruhland                          |                                                             | |
| 1980 | Das kam ein junger Königssohn (UA)                     | 27.09.1980 | Constantia Treppe              | Helfried Schöbel                                         | Dieter Ruhland                          |                                                             | |
| 1980 | Bumbarasch                                             | 01.07.1980 | Constantia Saal                | Ekkehard Dennewitz                                       | Dieter Ruhland                          |                                                             | |
| 1980 | Kaukasischer Kreidekreis                               | 27.03.1980 | Constantia Saal                | Ekkehard Dennewitz                                       | Dieter Ruhland                          |                                                             | |
| 1980 | Das Tierhäuschen                                       | 31.01.1980 | Constantia Saal                | Rainer Handrich                                          | Christine Sörgel                        |                                                             | Harald Schanze |

## 1970er Jahre
| Jahr | Inszenierung                                                                     | Premiere   | Ort                                         | Regie                                      | Ausstattung                                               | Darsteller:innen                                                                        |
| ---- | -------------------------------------------------------------------------------- | ---------- | ------------------------------------------- | ------------------------------------------ | --------------------------------------------------------- | --------------------------------------------------------------------------------------- |
| 1979 | Armer Ritter                                                                     | 08.12.1979 | Constantia Saal                             | Axel Richter                               | Dieter Ruhland                                            | Walter Nickel, Monika Hildebrand                                                        |
| 1979 | Wenn du Lust hast, komm...                                                       | 06.10.1979 | Herkuleskeule Dresden                       | Ursula Geyer-Hopfe                         | Jochen Hasselwander                                       |                                                                                         |
| 1979 | Elektra, Geliebte                                                                | 22.06.1979 | Grossröhrsdorf                              | Ekkehard Dennewitz                         | Kollektiv                                                 |                                                                                         |
| 1979 | Das blaue Pferdchen                                                              | 30.05.1979 | Pionierpalast Dresden                       | Ursula Geyer-Hopfe                         | Jochen Hasselwander                                       |                                                                                         |
| 1979 | Minna von Barnheim                                                               | 12.01.1979 | Kulturpalast Dresden, Studiotheater         | Ekkehard Dennewitz                         | B: Jochen Hassewander, K: Hilge Dennewitz                 |                                                                                         |
| 1978 | Was ihr wollt                                                                    | 04.11.1978 | Kleines Haus                                | Ekkehard Dennewitz                         | Jochen Hasselwander                                       |                                                                                         |
| 1978 | Gaslicht                                                                         | 03.10.1978 | Klubhaus der Eisenbahner, Constantia Treppe | Ursula Geyer-Hopfe                         | Siegfried Rennert                                         |                                                                                         |
| 1978 | Märchen vom verzauberten Ahorn                                                   | 08.04.1978 | Staatliches Puppentheater Dresden           | K.-F. Zimmermann                           | Christine Sörgel (HfBK Dresden)                           |                                                                                         |
| 1978 | Die Ausnahme und die Regel                                                       | 28.03.1978 | 36. Oberschule, Constantia Treppe           | Wilfried Bismarck, Albrecht Goette         | Jochen Hasselwander                                       |                                                                                         |
| 1977 | Im Morgengrauen ist es noch still                                                | 21.10.1977 | Planeta-Kulturhaus Radebeul                 | Peter Enke                                 | Jochen Hasselwander                                       |                                                                                         |
| 1977 | Die Nacht nach der Abschlussfeier - szenische Lesung                             | 04.05.1977 | Constantia Treppe                           |                                            |                                                           |                                                                                         |
| 1977 | Wie der König zum Mond wollte                                                    | 01.06.1977 | Pionierpalast Dresden                       | Peter Enke                                 | Jochen Hasselwander                                       |                                                                                         |
| 1977 | Altmodische Komödie                                                              | 23.04.1977 | Constantia Treppe                           | Hanns Matz                                 | Jochen Hasselwander                                       |                                                                                         |
| 1977 | Frech wie Oskar                                                                  | 02.03.1977 | Kreiskulturzentrum Meißen                   | Erwin Arlt                                 | Jochen Hasselwander                                       |                                                                                         |
| 1976 | Schneeflöckchen Weissröckchen                                                    | 11.12.1976 | Constantia Treppe                           | Erwin Arlt, Doris Kepper, Uta Schweighöfer |                                                           |                                                                                         |
| 1976 | Rotkäppchen                                                                      | 27.11.1976 | Kleines Haus                                | Ursula Geyer-Hopfe                         | Jochen Hasselwander                                       |                                                                                         |
| 1976 | Barbarossa und die Sonnenblumeninsel                                             | 27.09.1976 | Staatsoperette Dresden                      | Fritz Westphal                             | Jochen Hasselwander                                       |                                                                                         |
| 1976 | Pluft, das Geisterlein                                                           | 03.07.1976 | Landesbühnen Sachsen, Radebeul              | Ursula Geyer-Hopfe                         | Jochen Hasselwander                                       |                                                                                         |
| 1976 | Vier Tropfen                                                                     | 10.04.1976 | Constantia Treppe                           | Wolfgang Rodler                            | JochenHasselwander                                        |                                                                                         |
| 1975 | Die Schneekönigin                                                                | 06.12.1975 | Constantia Saal                             | Erwin Arlt                                 | Jochen Hasselwander                                       |                                                                                         |
| 1975 | Der Prinz von Portugal                                                           | 09.10.1975 | Constantia Saal                             | Wolfgang Rodler                            | Jochen Hasselwander                                       |                                                                                         |
| 1975 | Die gestohlenen Zwiebeln                                                         | 13.09.1975 | Constantia Saal                             | Ursula Geyer-Hopfe                         | Jochen Hasselwander                                       |                                                                                         |
| 1975 | Bellebelle oder Der Ritter Fortune                                               | 22.05.1975 | Constantia Saal                             | Erwin Arlt                                 | B: Jochen Hasselwander, K: Jochen und Gisela Hasselwander |                                                                                         |
| 1975 | Das Honigfass                                                                    | 22.02.1975 | Constantia Saal                             | Norbert Speer                              | Mathias Blumhagen                                         |                                                                                         |
| 1974 | Aschenbrödel                                                                     | 30.11.1974 | Constantia Saal                             | Ursula Geyer-Hopfe                         | B: Jochen Hasselwander, K: Gisela Hasselwander            | Karin Müller-Geng, Monika Hildebrand, Andreas Dölling                                   |
| 1974 | Draufgänger (UA)                                                                 | 15.10.1974 | Constantia Saal                             | Alexander Wikarski                         | Jochen Hasselwander                                       |                                                                                         |
| 1974 | Ohne blinzeln der Zukunft ins Auge sehn                                          | 14.06.1974 | Nymphenbad im Dresdner Zwinger              | Ursula Geyer-Hopfe                         | Jochen Hasselwander                                       |                                                                                         |
| 1974 | Wie gehts, junger Mann                                                           | 07.06.1974 | Constantia Saal                             | Karin Wolf                                 | Jochen Hasselwander                                       |                                                                                         |
| 1974 | König Jörg (UA)                                                                  | 11.04.1974 | Constantia Saal                             | Horst Havemann                             | Jochen Hasselwander                                       |                                                                                         |
| 1974 | Keine Leute, keine Leute                                                         | 22.02.1974 | Constantia Treppe                           | Manfred Schubert                           | Herbert Löchner                                           |                                                                                         |
| 1973 | Sechs kommen durch die ganze Welt                                                | 07.12.1973 | Constantia Saal                             | Ursula Geyer-Hopfe                         | Jochen Hasselwander                                       |                                                                                         |
| 1973 | Iwan Wassiljewitsch                                                              | 12.10.1973 | Constantia Saal                             | Karlheinz Liefers, K.-D. Müller            | Jochen Haselwander                                        |                                                                                         |
| 1973 | Schlage die Trommel und fürchte dich nicht... - anlässlich der X. Weltfestspiele | 06.07.1973 | Nymphenbad im Dresdner Zwinger              | Ursula Geyer-Hopfe, Karlheinz Liefers      |                                                           |                                                                                         |
| 1973 | Die feuerrote Blume                                                              | 26.06.1973 | Constantia Saal                             | Elke Krone                                 | Jochen Hasselwander                                       | Karin Müller-Geng, Brigitte Wähner, Petra Eichhorn, Monika Hildebrand                   |
| 1973 | Die letzte Prüfung                                                               | 03.05.1973 | Constantia Saal                             | Ursula Geyer-Hopfe                         | Jochen Hasselwander                                       |                                                                                         |
| 1973 | Ambrosio tötet die Zeit                                                          | 09.03.1973 | Constantia Saal                             | Karlheinz Liefers                          | Jochen Hasselwander                                       |                                                                                         |
| 1972 | Das Eiszapfenherz (UA)                                                           | 01.12.1972 | Constantia Saal                             | Ursula Geyer-Hopfe                         | Jochen Hasselwander                                       |                                                                                         |
| 1972 | Tiger auf dem Eis                                                                | 13.10.1972 | Constantia Saal                             | Karlheinz Liefers                          | Jochen Hasselwander                                       |                                                                                         |
| 1972 | Tschintschraka oder Das grosse Abenteuer eines kleinen Gauklers                  | 20.06.1972 | Constantia Saal                             | Karlheinz Liefers                          | Jochen Hasselwander                                       | Andreas Dölling, Karin Müller-Geng, Walter Nickel, Klaus Martin                         |
| 1972 | Ein fremdes Kind                                                                 | 05.05.1972 | Constantia Treppe                           | Ursula Geyer-Hopfe                         | Jochen Hasselwander                                       |                                                                                         |
| 1972 | Den Wolken ein Stück näher                                                       | 07.04.1972 | Constantia Saal                             | Ursula Geyer-Hopfe                         | Jochen Hasselwander                                       |                                                                                         |
| 1972 | Die Herren des Strandes                                                          | 18.02.1972 | Constantia Saal                             | Erwin Arlt                                 | Jochen Hasselwander                                       |                                                                                         |
| 1971 | König Drosselbart                                                                | 26.11.1971 | Constantia Saal                             | Ursula Geyer-Hopfe                         | Jochen Hasselwander                                       |                                                                                         |
| 1971 | Schönster, glücklichster Stern sei die Erde!                                     | 06.10.1971 | Constantia Treppe                           | Kollektivarbeit                            |                                                           |                                                                                         |
| 1971 | Das Rübchen                                                                      | 27.07.1971 | Constantia Saal                             | Ursula Geyer-Hopfe                         | Jochen Hasselwander                                       | Harald Schanze, Barbara Hütten                                                          |
| 1971 | Abenteuer der Musketiere (UA)                                                    | 13.06.1971 | Palaistheater im Großen Garten              | Jürgen Fricke                              | Joachim Vogler                                            |                                                                                         |
| 1971 | Programm zum 25. Jahrestag der SED                                               | 02.04.1971 |                                             |                                            |                                                           |                                                                                         |
| 1971 | In Sachen Adam und Eva                                                           | 19.02.1971 | Constantia Treppe                           | Ursula Geyer-Hopfe                         | Jochen Hasselwander                                       |                                                                                         |
| 1971 | Tinko                                                                            | 22.01.1971 | Constantia Saal                             | Helfried Schöbel                           | Jochen Hasselwander                                       |                                                                                         |
| 1970 | Aladin und die Wunderlampe (UA)                                                  | 13.11.1970 | Constantia Saal                             | Jürgen Fricke                              | Jochen Hasselwander                                       |                                                                                         |
| 1970 | Schneeball                                                                       | 21.09.1970 | Constantia Saal                             | Helmut Wenzlau                             | Jochen Hasselwander                                       | Dieter Jäger, Petra Eichhorn, Rainer Böhm, Walter Nickel                                |
| 1970 | Die kleine Hexe, die nicht böse sein konnte                                      | 30.06.1970 | Constantia Saal                             |                                            |                                                           |                                                                                         |
| 1970 | Die vier Pelzmützen                                                              | 15.05.1970 | Constantia Saal                             | Karlheinz Liefers                          | Gisela Hasselwander                                       | Karin Müller-Geng, Harald Schanze, Monika Hildebrand, Ursula Geyer-Hopfe, Jürgen Fricke |
| 1970 | Unterwegs mit Lenin - Programm zum 100. Geburtstag                               | 21.04.1970 |                                             |                                            |                                                           |                                                                                         |
| 1970 | Der Lügner                                                                       | 03.03.1970 | Constantia Saal                             | Mira Erceg                                 | Jochen Hasselwander                                       |                                                                                         |
| 1970 | Fisch zu Viert (UA)                                                              | 31.01.1970 | Constantia Treppe                           | Hannes Matz                                | Jochen Hasselwander                                       |                                                                                         |

## 1960er Jahre
| Jahr | Inszenierung                                                                         | Premiere   | Ort                                           | Regie                                                | Ausstattung                                                      | Darsteller:innen |
| ---- | ------------------------------------------------------------------------------------ | ---------- | --------------------------------------------- | ---------------------------------------------------- | ---------------------------------------------------------------- | --- |
| 1969 | Dornröschen (UA)                                                                     | 28.11.1969 | Constantia Saal                               | Karlheinz Liefers                                    | Jochen Hasselwander                                              | |
| 1969 | Das Geschenk (UA)                                                                    | 15.10.1969 | Constantia Saal                               | Ursula Geyer-Hopfe                                   | B: Jochen Hasselwander K: Gisela Hasselwander                    | |
| 1969 | Die Aula                                                                             | 22.06.1969 | Constantia Saal                               | Erwin Arlt                                           | Jochen Hasselwander                                              | Karlheinz Liefers, Peter Hölzel, Walter Nickel, Harald Schanze, Brigitte Wähner, Monika Hildebrand                                              |
| 1969 | Duell                                                                                | 26.04.1969 | Constantia Treppe                             | Helfried Schöbel                                     | Horst Eilers                                                     | Monika Hildebrand, Walter Nickel, Karlheinz Liefers                                                                                             |
| 1969 | Das Märchen vom Kaiser und vom Hirten                                                | 15.04.1969 | Constantia Saal                               | Harry Erlich                                         | Jochen Hasselwander                                              | Barbara Hütten, Manfred Stock, Jürgen Fricke, Manfred Scherzog, Harald Schanze, Roland Gabler                                                   |
| 1968 | Der gestiefelte Kater                                                                | 29.11.1968 | Constantia Saal                               | Ursula Geyer-Hopfe                                   | Jochen Hasselwander                                              | |
| 1968 | Spiel vor dem Feind                                                                  | 08.10.1968 | Constantia Saal                               | Harry Erlich                                         | Jochen Hasselwander                                              | Peter Hölzel, Willy Götze, Ursula Geyer-Hopfe, Karlheinz Liefers, Harald Schanze, Walter Nickel, Hendrik Büsch                                  |
| 1968 | Drei weisse Pfeile                                                                   | 13.09.1968 | Constantia Saal                               | Karlheinz Liefers                                    | B: Jochen Hasselwander K: Gisela Hasselwander                    | |
| 1968 | Der weisse Dakota                                                                    | 19.07.1968 | Parktheater Großer Garten                     | Jürgen Fricke                                        | Jochen Hasselwander                                              | |
| 1968 | Alle meine Söhne                                                                     | 26.04.1968 | Constantia Saal                               | Harry Erlich                                         | Jochen Hasselwander                                              | Heinz Kahnemann, Ursula Geyer-Hopfe, Gerhard Paul, Brigitte Wähner, Harald Schanze, Karlheinz Liefers                                           |
| 1968 | Die gestohlenen Zwiebeln (DE)                                                        | 02.02.1968 | Constantia Saal                               | Ursula Geyer-Hopfe                                   | B: Jürgen Fischer, Jochen Hasselwander K: Jochen Hasselwander    | |
| 1968 | Göttliche Komödie                                                                    | 19.01.1968 | Constantia Treppe                             | Harry Erlich                                         | Jochen Hasselwander                                              | Heinz Kahnemann, Walter Nickel, Horst Günther, Harald Schanze, Gerhard Paul, Brigitte Wähner, Martin Angermann                                  |
| 1967 | Unsern Glauben hat keiner uns eingebleut - Matinee                                   | 08.11.1967 | Constantia Saal                               | Ursula Geyer-Hopfe, Jürgen Fricke, Karlheinz Liefers |                                                                  | |
| 1967 | Seitdem hat die Welt ihre Hoffnung ... - Matinee                                     | 04.11.1967 | Constantia Saal                               | Ursula Geyer-Hopfe, Rolf Büttner, Manfred Stock      |                                                                  | |
| 1967 | Weg ins Leben                                                                        | 03.11.1967 | Constantia Saal                               | Siegfried Böttger                                    | Horst Eilers                                                     | |
| 1967 | Der Diener zweier Herren                                                             | 15.09.1967 | Constantia Saal                               | Harry Erlich                                         | Eva von Achenbach                                                | Heinz Kahnemann, Brigitte Wähner, Martin Angermann, Harald Schanze, Barbara Hütten, Karlheinz Liefers, Jürgen Fricke, Monika Hildebrand         |
| 1967 | Die Räuber von Kardemomme                                                            | 23.06.1967 | Constantia Saal                               | Constantin Sinca                                     | Eva von Achenbach                                                | |
| 1967 | Zwischen Nacht und Morgen                                                            | 05.05.1967 | Constantia Treppe                             | Constantin Sinca                                     | Eva von Achenbach                                                | Rolf Büttner, Ursula Geyer-Hopfe, Walter Nickel, Karlheinz Liefers, Gerhard Paul, Johanna Seyffert, Brigitte Wähner, Sprecher: Martin Angermann |
| 1967 | Gavroche                                                                             | 14.04.1967 | Constantia Saal                               | Harry Erlich                                         | Eva von Achenbach                                                | |
| 1967 | Heinrich-Greif-Matinee                                                               | 12.03.1967 | Hochschule für Verkehrswesen, Constantia Saal | Jürgen Fricke, Karlheinz Liefers                     | Helmut Pürzel                                                    | |
| 1966 | Frau Holle                                                                           | 01.12.1966 | Constantia Saal                               | Ursula Geyer-Hopfe                                   | Eva von Achenbach                                                | |
| 1966 | Das zweite Gesicht                                                                   | 21.10.1966 | Constantia Saal                               | Constantin Sinca                                     | Eva von Achenbach                                                | |
| 1966 | Tom Sawyers grosses Abenteuer                                                        | 14.09.1966 | Constantia Saal                               | Harry Erlich                                         | Jochen Hasselwander                                              | |
| 1966 | Die verzauberten Brüder                                                              | 14.06.1966 | Constantia Saal                               | Constantin Sinca                                     | Eva von Achenbach                                                | |
| 1966 | Die grosse Kraft - Programm zum 20. Jahrestag der SED                                | 19.04.1966 | Constantia Saal                               |                                                      |                                                                  | |
| 1966 | Unterwegs                                                                            | 06.04.1966 | Constantia Saal                               | Constantin Sinca                                     | Eva von Achenbach                                                | |
| 1966 | Das Untier von Samarkand                                                             | 14.01.1966 | Constantia Saal                               | Harry Erlich                                         | Johannes Hempel                                                  | |
| 1965 | Die Prinzessin und der Schweinehirt                                                  | 19.11.1965 | Constantia Saal                               | Harry Erlich                                         | Jochen Hasselwander                                              | |
| 1965 | Die Streiche des Scapin                                                              | 19.09.1965 | Constantia Saal                               | Constantin Sinca                                     | Eva von Achenbach                                                | |
| 1965 | Rotkäppchen                                                                          | 29.06.1965 | Constantia Saal                               | Constantin Sinca                                     | Eva von Achenbach                                                | Gerti Eichler, Dieter Bellmann, Harald Schanze                                                                                                  |
| 1965 | Reise um die Erde in 80 Tagen                                                        | 06.05.1965 | Constantia Saal                               | Harry Erlich                                         | Eva von Achenbach                                                | |
| 1965 | DIe Latte                                                                            | 18.02.1965 | Constantia Saal                               | Constantin Sinca                                     | Eva von Achenbach                                                | |
| 1965 | und neues Leben ... - Matinee anlässlich des 20. Jahrestages der Zerstörung Dresdens | 14.02.1965 |                                               |                                                      |                                                                  | |
| 1964 | Das tapfere Schneiderlein (UA)                                                       | 03.12.1964 | Constantia Saal                               | Klaus Küster                                         | Werner Neumann                                                   | Dieter Bellmann |
| 1964 | Zeit für Liebe                                                                       | 17.10.1964 | Constantia Saal                               | Helfried Schöbel                                     | Eva von Achenbach                                                | |
| 1964 | La Farola                                                                            | 18.09.1964 | Constantia Saal                               | Harry Erlich                                         | Eva von Achenbach                                                | |
| 1964 | Das Tierhäuschen                                                                     | 10.06.1964 | Constantia Saal                               | Klaus Küster                                         | Eva von Achenbach                                                | |
| 1964 | Das jüngste Gericht von Rasselbach (UA)                                              | 02.05.1964 | Constantia Saal                               | Jochen Kretschmer                                    | Günter Altmann                                                   | |
| 1964 | Viel Lärm um nichts                                                                  | 21.03.1964 | Constantia Saal                               | Eugen Schaub, Harry Erlich                           | Eva von Achenbach                                                | |
| 1963 | Der Spielzeugsoldat (DE)                                                             | 29.11.1963 | Constantia Saal                               | Harry Erlich                                         | Eva von Achenbach                                                | |
| 1963 | Schneemänner vor der Tür                                                             | 28.10.1963 | Puppentheater                                 | H. G. Frieske                                        | St. Bluhm                                                        | |
| 1963 | ... denn du wusstest um unsere Sache, Friedrich-Wolf-Abend                           | 06.10.1963 | Constantia Saal                               | Klaus Küster                                         | Eva von Achenbach                                                | |
| 1963 | Die Schatzinsel                                                                      | 06.09.1963 | Constantia Saal                               | Harry Erlich                                         | Werner Neumann                                                   | |
| 1963 | Ambrosio tötet die Zeit                                                              | 07.06.1963 | Constantia Saal                               | Eugen Dovides                                        | Eva von Achenbach                                                | |
| 1963 | Der Mittelstürmer starb beim Morgengrauen                                            | 29.04.1963 | Constantia Saal                               | Harry Erlich                                         | Eva von Achenbach                                                | |
| 1963 | Das eiserne Büffelchen                                                               | 09.03.1963 | Constantia Saal                               | Fritz Westphal                                       | Eva von Achenbach                                                | |
| 1963 | Wettlauf mit dem Wolf                                                                | 04.03.1963 | Puppentheater                                 | G. Liebe                                             | A. Freyer                                                        | |
| 1963 | Die Ehrgeizigen                                                                      | 10.01.1963 | Constantia Saal                               | Harry Erlich                                         | Eva von Achenbach                                                | |
| 1962 | Gerhart-Hauptmann-Ehrung                                                             | 27.11.1962 |                                               |                                                      |                                                                  | |
| 1962 | Aschenputtel                                                                         | 08.11.1962 | Constantia Saal                               | Margrit Glaser                                       | Eva von Achenbach                                                | Ursula Geyer-Hopfe, Jochen Kreschmer, Ruth Schroeder, Fritz Westphal, Barbara Hütten                                                            |
| 1962 | Frau Holle                                                                           | 23.10.1962 | Puppentheater                                 | F. Däbritz                                           | G. Altmann, F. Linne-Foretsch                                    | |
| 1962 | Pioniere am Bord                                                                     | 29.09.1962 | Constantia Saal                               | Jochen Kretschmer, Fritz Westphal                    |                                                                  | |
| 1962 | Drei Schneider und der Steppenwind                                                   | 14.06.1962 | Puppentheater                                 | F. Däbritz                                           | A. Reinhardt                                                     | |
| 1962 | Der zerbrochene Krug                                                                 | 07.06.1962 | Constantia Saal                               | Helfried Schöbel                                     | Eva von Achenbach                                                | |
| 1962 | Kaspar und das Wahrheitsbuch                                                         | 27.05.1962 | Puppentheater                                 | P. Beckert                                           | P. Beckert                                                       | |
| 1962 | Das Pinguinenei (UA)                                                                 | 17.05.1962 | Constantia Saal                               | Carl Rüdiger                                         | Eva von Achenbach                                                | |
| 1962 | Die Jagd nach dem Stiefel                                                            | 05.03.1962 | Constantia Saal                               | Günter Wittenbecher                                  | B: Günter Altmann K: Gerda Flathe                                | |
| 1961 | Die feuerrote Blume                                                                  | 06.12.1961 | Constantia Saal                               | Carl Rüdiger                                         | Eva von Achenbach                                                | Elisabeth Reitz, R. A. Gewissler, Dieter Bellmann, Eva Brose, Lydia Billet, Gisela Flor                                                         |
| 1961 | Spatz, Maus und Pfannekuchen                                                         | 17.10.1961 | Puppentheater                                 | P. Beckert                                           | K. Mann                                                          | |
| 1961 | Und das am Heiligabend                                                               | 05.10.1961 | Constantia Saal                               | Helfried Schöbel                                     | Eva von Achenbach                                                | Erich Haußmann, Martha Beschort-Diez, Johanna Seyffert, Eva Brose, Dieter Bellmann, Fritz Westphal, Jochen Kretschmer, H.-Georg Pührer          |
| 1961 | Fliegenfängergeschichte (UA)                                                         | 06.09.1961 | Constantia Saal                               | Helfried Schöbel, Agnes Raschke                      | Eva von Achenbach                                                | |
| 1961 | Abenteuer im Zoo                                                                     | 30.05.1961 | Puppentheater                                 | P. Beckert                                           | K. Mann, P. Beckert                                              | |
| 1961 | Häschen Schnurks                                                                     | 25.05.1961 | Constantia Saal                               | Carl Rüdiger                                         | Eva von Achenbach                                                | |
| 1961 | Die Wunderringe                                                                      | 14.04.1961 | Constantia Saal                               | Margrit Glaser                                       | Eva von Achenbach                                                | H.-Georg Pührer, Dieter Bellmann, R.A. Gewissler, Ursula Geyer-Hopfe, Brigitte Beier, Eva Brose, Rolf Büttner, Jürgen Fricke                    |
| 1961 | Die Sonnenuhr - Der Osteresel                                                        | 16.03.1961 | Puppentheater                                 | G. Liebe                                             | A. Reinhard, P. Beckert                                          | |
| 1961 | Auf der Suche nach Freude                                                            | 23.02.1961 | Constantia Saal                               | Helfried Schöbel, Carl Rüdiger                       | Günter Altmann                                                   | |
| 1960 | Jorinde und Joringel (UA)                                                            | 09.12.1960 | Constantia Saal                               | Helfried Schöbel                                     | Eva von Achenbach                                                | |
| 1960 | Die Sache mit dem Weihnachtsmann                                                     | 03.11.1960 | Puppentheater                                 | H. G. Frieske                                        | F. Kracht, A. Fritzsche                                          | |
| 1960 | Was die Kamera nicht gesehen hat (DE)                                                | 26.10.1960 | Constantia Saal                               | Fritz Westphal                                       | B: Antonin Calta K: Eva von Achenbach                            | |
| 1960 | Romeo, Julia und die Finsternis (DE)                                                 | 07.10.1960 | Constantia Saal                               | Helfried Schöbel                                     | Eva von Achenbach                                                | |
| 1960 | Der Kleine und der Grosse Klaus                                                      | 06.10.1960 | Puppentheater                                 | P. Beckert                                           | A. Reinhardt                                                     | |
| 1960 | Jule findet Freunde                                                                  | 12.05.1960 | Constantia Saal                               | Helfried Schöbel                                     | B: Eva von Achenbach K: Renate Aris, Gerda Flathe, Gerhard Marks | |
| 1960 | Hirse für die Achte                                                                  | 30.03.1960 | Constantia Saal                               | Helfried Schöbel                                     | Eva von Achenbach                                                | |
| 1960 | Das Entlein                                                                          | 12.03.1960 | Puppentheater                                 | H. G. Frieske                                        | W. Hanns, A. Fritzsche, C. Wermann                               | |
| 1960 | Betragen ungenügend                                                                  | 23.02.1960 | Constantia Saal                               | Constantin Sincu                                     | Ion Mitrici                                                      | |
| 1960 | Wie die Bürger von Hadersdorf den Drachen besiegten                                  | 22.02.1960 | Puppentheater                                 | K. Benkert                                           | W. Hanns, K. M. Heinze                                           | |
| 1960 | Das Lieserl                                                                          | 12.02.1960 | Puppentheater                                 | P. Beckert                                           | A. Reinhard, P. Beckert                                          | |

## 1950er Jahre
| Jahr | Inszenierung                                                                   | Premiere   | Ort                                                 | Regie                              | Ausstattung                                            | Darsteller:innen |
| ---- | ------------------------------------------------------------------------------ | ---------- | --------------------------------------------------- | ---------------------------------- | ------------------------------------------------------ | --- |
| 1959 | Schneewittchen und die sieben Zwerge                                           | 10.12.1959 | Constantia Saal                                     | Fritz Westphal                     | Günter Altmann                                         | Eva Brose, Ursula Geyer-Hopfe |
| 1959 | In Tyrannos                                                                    | 10.11.1959 | Constantia Saal                                     | Rolf Büttner                       |                                                        | |
| 1959 | Der verzauberte Quell (UA)                                                     | 15.10.1959 | Constantia Saal                                     | Helfried Schöbel                   | Günter Altmann, Eva von Achenbach                      | |
| 1959 | Die Jugend der Väter (DE)                                                      | 07.10.1959 | Constantia Saal                                     | Helfried Schöbel                   | Eva von Achenbach                                      | |
| 1959 | Rotkäppchen                                                                    | 09.06.1959 | Constantia Saal                                     | Fritz Westphal                     | Eva von Achenbach                                      | Agnes Raschke |
| 1959 | Gespenster                                                                     | 21.04.1959 | Constantia Saal                                     | Helfried Schöbel                   | Eva von Achenbach                                      | Lotte Meyer, Horst Westphal, Erich Haußmann, Rudolf Schröder, Benno Mieth, Katja Kuhl                                                                                           |
| 1959 | Das Untier von Samarkand                                                       | 17.03.1959 | Constantia Saal                                     | Gerd Staiger                       | Günter Altmann                                         | |
| 1959 | Romeo und Julia                                                                | 08.02.1959 | Constantia Saal                                     | Helfried Schöbel                   | Gerd Kaiser                                            | |
| 1958 | Die Prinzessin mit dem goldenen Stern (DE)                                     | 30.11.1958 | Constantia Saal                                     | Rolf Büttner                       | Eva von Achenbach                                      | |
| 1958 | Damals. 18/19                                                                  | 07.11.1958 | Constantia Saal                                     | Fritz Westphal                     | Günter Altmann                                         | |
| 1958 | Wenn die Akazien blühn (DE)                                                    | 01.11.1958 | Constantia Saal                                     | Helfried Schöbel                   | Eva von Achenbach                                      | |
| 1958 | Die Gewehre der Frau Carrar                                                    | 06.10.1958 | Constantia Saal                                     | Helfried Schöbel                   | Eva von Achenbach (nach dem Brecht-Modell)             | |
| 1958 | Sombrero                                                                       | 05.09.1958 | Constantia Saal                                     | Gerd Staiger                       | Günter Altmann                                         | |
| 1958 | Das Tierhäuschen                                                               | 20.05.1958 | Constantia Saal                                     | Rudolf-Karl Schroeder              | Eva von Achenbach                                      | Wilfried Ernst Schmidt, Wilfried Weschke, Günter Gottschalk |
| 1958 | George Dandin                                                                  | 23.03.1958 | Constantia Saal                                     | Helfried Schöbel                   | Eva von Achenbach                                      | |
| 1958 | Wildtöter                                                                      | 20.02.1958 | Constantia Saal                                     | Helfried Schöbel                   | Günter Altmann                                         | |
| 1957 | Däumelinchen (UA)                                                              | 12.12.1957 | Constantia Saal                                     | Gerd Staiger                       | Eva von Achenbach                                      | |
| 1957 | Hals und Beinbruch                                                             | 12.11.1957 | Constantia Saal                                     | Gerd Staiger                       | Eva von Achenbach                                      | |
| 1957 | Der Ausgangstag (DDR-EA)                                                       | 14.10.1957 | Constantia Saal                                     | Helfried Schöbel                   | Eva von Achenbach                                      | |
| 1957 | Der 35. Mai                                                                    | 26.09.1957 | Constantia Saal                                     | Gerd Staiger                       | Günter Altmann                                         | |
| 1957 | Die verzauberten Brüder                                                        | 31.05.1957 | Constantia Saal                                     | Rudolf-Karl Schroeder              | Gerd Kaiser                                            | |
| 1957 | Nasreddin in Buchara                                                           | 17.04.1957 | Constantia Saal                                     | Helfried Schöbel                   | Gerd Kaiser                                            | |
| 1957 | Bettelkinder                                                                   | 21.02.1957 | Constantia Saal                                     | Gerd Staiger                       | Günter Altmann                                         | |
| 1956 | Anständige Menschen (DDR-UA)                                                   | 19.12.1956 | Constantia Saal                                     | Hannes Felgner                     | Gerd Kaiser                                            | |
| 1956 | Graukäpplein und Silberweiss                                                   | 17.11.1956 | Constantia Saal                                     | Rudolf-Karl Schroeder              | Günter Altmann                                         | |
| 1956 | Das Tagebuch der Anne Frank (DE)                                               | 01.10.1956 | Constantia Saal                                     | Hellfried Schöbel                  | Gerd Kaiser                                            | Ruth Schroeder |
| 1956 | Mut gehört nicht dir allein (UA)                                               | 14.09.1956 | Constantia Saal                                     | Manffred Schubert, Gerd Staiger    | Gerd Kaiser                                            | |
| 1956 | Emil und die Detektive                                                         | 03.06.1956 | Constantia Saal                                     | Gerd Staiger                       | Gerd Kaiser                                            | |
| 1956 | Wie der Stahl gehärtet wurde                                                   | 03.02.1956 | Constantia Saal                                     | Helfried Schöbel                   | Gerd Kaiser                                            | |
| 1955 | König Drosselbart (UA)                                                         | 08.12.1955 | Constantia Saal                                     | Helfried Schöbel                   | Gerd Kaiser                                            | |
| 1955 | Der kleine Herr Niemand                                                        | 12.11.1955 | Constantia Saal                                     | Rudolf-Karl Schroeder              | Gerd Kaiser                                            | |
| 1955 | Der Karlsschüler                                                               | 28.10.1955 | Constantia Saal                                     | Rudolf Schröder                    | Gerd Kaiser                                            | |
| 1955 | Die Moorbande                                                                  | 16.09.1955 | Constantia Saal                                     | Manfred Schubert                   | Gerd Kaiser                                            | |
| 1955 | Das Zauberfass                                                                 | 26.05.1955 | Constantia Saal                                     | Rudolf Schröder                    | Gerd Kaiser                                            | |
| 1955 | Schiller - Feier                                                               | 08.05.1955 |                                                     |                                    |                                                        | |
| 1955 | Komödie der Irrungen                                                           | 01.04.1955 | Constantia Saal                                     | Werner Diesel                      | Gerd Kaiser                                            | |
| 1955 | Professor Malock                                                               | 20.01.1955 | Constantia Saal                                     | Werner Diesel                      | Gerd Kaiser                                            | |
| 1954 | Hans Schwuppdiwupp (DE)                                                        | 23.11.1954 | Constantia Saal                                     | Hildegard Pürzel-Roth              | Gerd Kaiser                                            | |
| 1954 | Robinson soll nicht sterben                                                    | 06.10.1954 | Constantia Saal                                     | Rudolf Schröder                    | Gerd Kaiser                                            | |
| 1954 | Robinsons Abenteuer                                                            | 14.07.1954 | Constantia Saal                                     | Manfred Schubert                   | Gerd Kaiser                                            | |
| 1954 | Der Geizige                                                                    | 25.04.1954 | Constantia Saal                                     | Hans-Erich Korbschmitt             | Gerd Kaiser                                            | Rudolf Schröder, Steffen Klaus, Gertie Eichler, Brigitte Sorgatz, Rolf Büttner, Walter Wickenhauser, Ursula Hoffmann, Ingeborg Vogel, Rolf Besser, Horst Westphal, Herbert Hoos |
| 1954 | Onkel Demetrius und seine Freunde                                              | 26.03.1954 | Constantia Saal                                     | Rudolf Schröder                    | Gerd Kaiser                                            | |
| 1954 | Der junge heitere Lessing (1. Teil), Die alte Jungfer (2. Teil)                | 15.02.1954 | Constantia Saal                                     | Hildegard Pürzel-Roth              | Gerd Kaiser                                            | |
| 1954 | Das Reifezeugnis (DE)                                                          | 09.02.1954 | Constantia Saal                                     | Jutta Klingberg                    | Gerd Kaiser                                            | |
| 1953 | Prinz und Bettelknabe (DE)                                                     | 08.12.1953 | Constantia Saal                                     | Rudolf Schröder                    | Eberhard Schrake, Gerd Kaiser, Edith Krämer            | |
| 1953 | Tom Sawyers grosses Abenteuer                                                  | 14.10.1953 | Constantia Saal                                     | Manfred Schubert                   | Gerd Kaiser                                            | |
| 1953 | ... und die Tat, sie blieb uns doch (1. Teil), Auf verlorenem Posten (2. Teil) | 05.05.1953 | Constantia Saal                                     | Hildegard Roth-Pürzel              | Kollektiv                                              | |
| 1953 | Die feuerrote Blume                                                            | 27.03.1953 | Constantia Saal                                     | Manfred Schubert                   | Annemarie Berge                                        | Steffen Klaus, Gertrud Leichsenring, Gertie Eichler |
| 1953 | Luise Millerin                                                                 | 13.02.1953 | Constantia Saal                                     | Rudolf Schröder                    | Rudolf Schröder                                        | |
| 1952 | Die Schneekönigin                                                              | 27.11.1952 | Constantia Saal                                     | Hannsjosef Bolley, Jutta Klingberg | Eberhard Schrake, Annemarie Berge                      | |
| 1952 | Timur und sein Trupp                                                           | 19.06.1952 | Felsenbühne Rathen, Constantia Saal                 | Hannsjosef Bolley                  | Eberhard Schrake                                       | |
| 1952 | Rotkäppchen                                                                    | 21.03.1952 | Constantia Saal                                     | Rudolf Schröder                    | Eberhard Schrake, Inge Thiess, Irma Winkler            | Hannsjosef Bolley, Ursula Hoffmann |
| 1951 | Lachen und weinen (DE)                                                         | 24.12.1951 | Constantia Saal                                     | Hannsjosef Bolley                  | Eberhard Schrake, Prof. Reinhold Langner, Irma Winkler | |
| 1951 | Spiel ins Leben                                                                | 26.10.1951 | Constantia Saal                                     | Jutta Klingberg                    | Eberhard Schrake                                       | Rudolf Schröder, Hertha Wild-Bolley, Volker Sauer, Siglinde Grunwald, Erhard Kionke, Gertrud Leichsenring                                                                       |
| 1951 | Pablo der Indio (UA)                                                           | 05.08.1951 | Felsenbühne Rathen, Constantia Saal                 | Hannsjoseph Bolley                 | Eberhard Schrake                                       | |
| 1951 | Das russische Halstuch                                                         | 31.04.1951 | Constantia Saal                                     | Rudolf Schröder                    | Eberhard Schrake                                       | |
| 1951 | Schneeball                                                                     | 08.03.1951 | Constantia Saal                                     | Günther Rüger                      | Eberhard Schrake                                       | |
| 1950 | Die zwölf Monate                                                               | 15.12.1950 | Constantia Saal                                     | Hannsjosef Bolley                  | Eberhard Schrake                                       | |
| 1950 | Das tapfere Schneiderlein                                                      | 25.10.1950 | Constantia Saal                                     | Rudolf Schröder                    | Eberhard Schrake                                       | |
| 1950 | Du bist der Richtige                                                           | 14.07.1950 | Constantia Saal                                     | Jutta Klingberg                    | Rudolf May, Eberhard Schrake                           | |
| 1950 | Robinsons Abenteuer                                                            | 19.05.1950 | Constantia Saal, Felsenbühne Rathen                 | Günther Rüger                      | Eberhard Schrake                                       | |
| 1950 | Schatzgräber und Matrosen                                                      | 21.04.1950 | Constantia Saal                                     | Rudolf Schröder                    | Eberhard Schrake                                       | |
| 1950 | Der Grosse und der Kleine Klaus                                                | 18.03.1950 | Volksvariete Königsbrücker Straße (Constantia Saal) | Rudolf Schröder                    | Eberhard Schrake                                       | |
| 1950 | Der Fuchs von Flandern                                                         | 10.02.1950 | Volksvariete Königsbrücker Straße (Constantia Saal) | Rudolf Schröder                    | Eberhard Schrake                                       | |

## 1940er Jahre
| Jahr | Inszenierung              | Premiere   | Ort                                                 | Regie           | Ausstattung      | Darsteller:innen |
| ---- | ------------------------- | ---------- | --------------------------------------------------- | --------------- | ---------------- | ---------------- |
| 1949 | Hampelmann und Hampelfrau | 13.12.1949 | Volksvariete Königsbrücker Straße (Constantia Saal) | Rudolf Schröder | Eberhard Schrake |                  |
| 1949 | Tobias Ahio!              | 11.11.1949 | Volksvariete Königsbrücker Straße                   | Rudolf Schröder | Eberhard Schrake |                  |